# Musée de l'Arles antique
Le musée départemental Arles antique, dit « le Musée bleu », est un musée construit à Arles en 1995, dans un bâtiment moderne conçu par l'architecte Henri Ciriani, sur la presqu'île où se trouvait l'ancien cirque romain. Il abrite les collections archéologiques de la ville et dépend du conseil départemental des Bouches-du-Rhône. Il bénéficie d'une extension depuis 2012.

## Historique
Dès le XVIIe siècle les autorités locales ont sensibilisé les Arlésiens à la préservation de leur patrimoine. En 1614, dans la « Maison commune », a eu lieu la première présentation d'une collection publique d'antiquités. Un arrêté décide dès lors que le produit de toute découverte archéologique sur le territoire de la commune devra être déposé dans les collections de la ville.
Au XVIIIe siècle, le hall d'entrée du nouvel hôtel de ville offre un espace d'exposition privilégié pour ces collections, permettant la préservation d'œuvres majeures aujourd'hui présentées au musée, comme le torse de Mithra (acquis en 1723), l’autel de la Bonne Déesse (1758) ou la statue de Médée. À cette même époque, des « jardins d'Antiquité », petits musées en plein air, présentent au public des pièces issues de trouvailles faites lors de travaux d'aménagement de la ville. En 1784, le père Étienne Dumont aménage un petit museum sur le site des Alyscamps.
Au XIXe siècle, l'enrichissement important des collections au gré des découvertes et travaux de réhabilitation nécessite le transfert de l’ensemble des antiquités dans un espace plus vaste. C'est l’église Sainte-Anne qui est choisie et aménagée en 1826 en musée archéologique dit « Musée lapidaire ».
Au XXe siècle, le manque d'espace conduit à l'annexion, en 1936, de la chapelle des Jésuites, obligeant à dissocier arbitrairement les collections païennes et chrétiennes, qui seront à nouveau réunies dans le nouveau musée de l'Arles et de la Provence antiques, en 1995.

## Conception du musée
En 1968, le conservateur des musées d'Arles, l'historien Jean-Maurice Rouquette, élabore le projet d'un nouveau musée destiné à réunir l'ensemble des collections archéologiques arlésiennes en un seul lieu. La création d'un atelier de restauration de mosaïques est prévue, ainsi qu'un laboratoire d'archéologie. Le nouveau musée devait autoriser la conservation de l'ensemble des collections du patrimoine archéologique arlésien et leur présentation au public dans toute leur diversité.
Le choix pour l'implantation du nouveau musée s'est porté sur un site déjà retenu dans l'Antiquité pour l'édification du cirque, sur une presqu'île au bord du Rhône, à la périphérie sud-ouest de la ville. Ce lieu présentait en outre l'avantage de ne pas être trop éloigné du centre historique et de rester à proximité immédiate des vestiges des monuments antiques. Pour la construction du bâtiment, le projet de l'architecte Henri Ciriani est retenu en 1983. Adepte du mouvement moderne, il renouvelle la vision du musée en proposant le concept de « Cité muséale », dans un bâtiment triangulaire où le visiteur est invité à circuler comme dans une ville.

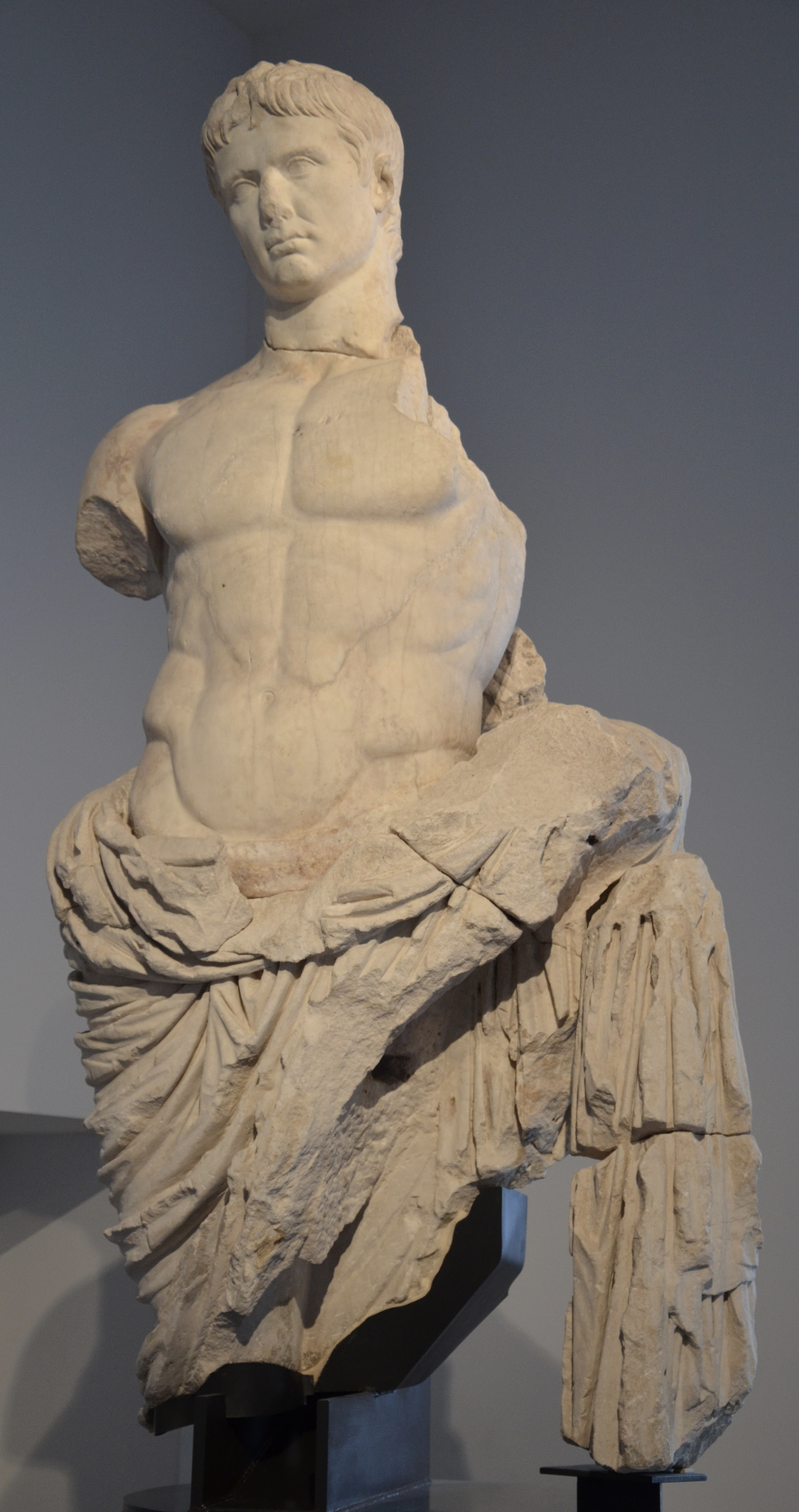
La statue en marbre d'Auguste, trouvée en 1750 sur le site du théâtre antique.

Sur la base d'un plan triangulaire, le bâtiment est organisé autour d'un patio séparant en trois ailes distinctes les trois activités essentielles du musée.
L’aile des collections permanentes dont le parcours de visite en sept sections chrono-thématiques aborde l'histoire d'Arelate avant l'arrivée des Romains, l'organisation des Romains à Arles, grand port fluvio-maritime, les activités artisanales et agricoles, la vie quotidienne, les rites funéraires du monde romain et le monde chrétien.
L’aile de la culture abrite la bibliothèque, la conservation, le service des publics et les structures d’accueil des visiteurs. Elle est symbolisée par le blanc, couleur de l’esprit.
L’aile scientifique, identifiée par la couleur rouge des murs, évoquant la force vive, rassemble les services photographique, archéologique, l’atelier de restauration et les réserves. Le vert, couleur du bronze vieilli, évoque la trace du temps.
Le bâtiment à la silhouette très contemporaine est construit en béton. Les façades du musée sont couvertes de plaques d'émalit, matériau de verre émaillé de bleu, couleur symbolisant l'azur du ciel intemporel d'Arles, qui lui vaut le surnom de « Musée bleu ». L'aménagement de la circulation dans le musée a été conçu pour mettre en valeur certaines pièces importantes, comme la statue colossale d'Auguste — point phare des collections —, ou les mosaïques — souvent des pavements de grande taille — visibles depuis une passerelle permettant d'avoir une vue d'ensemble.

### Extension du musée

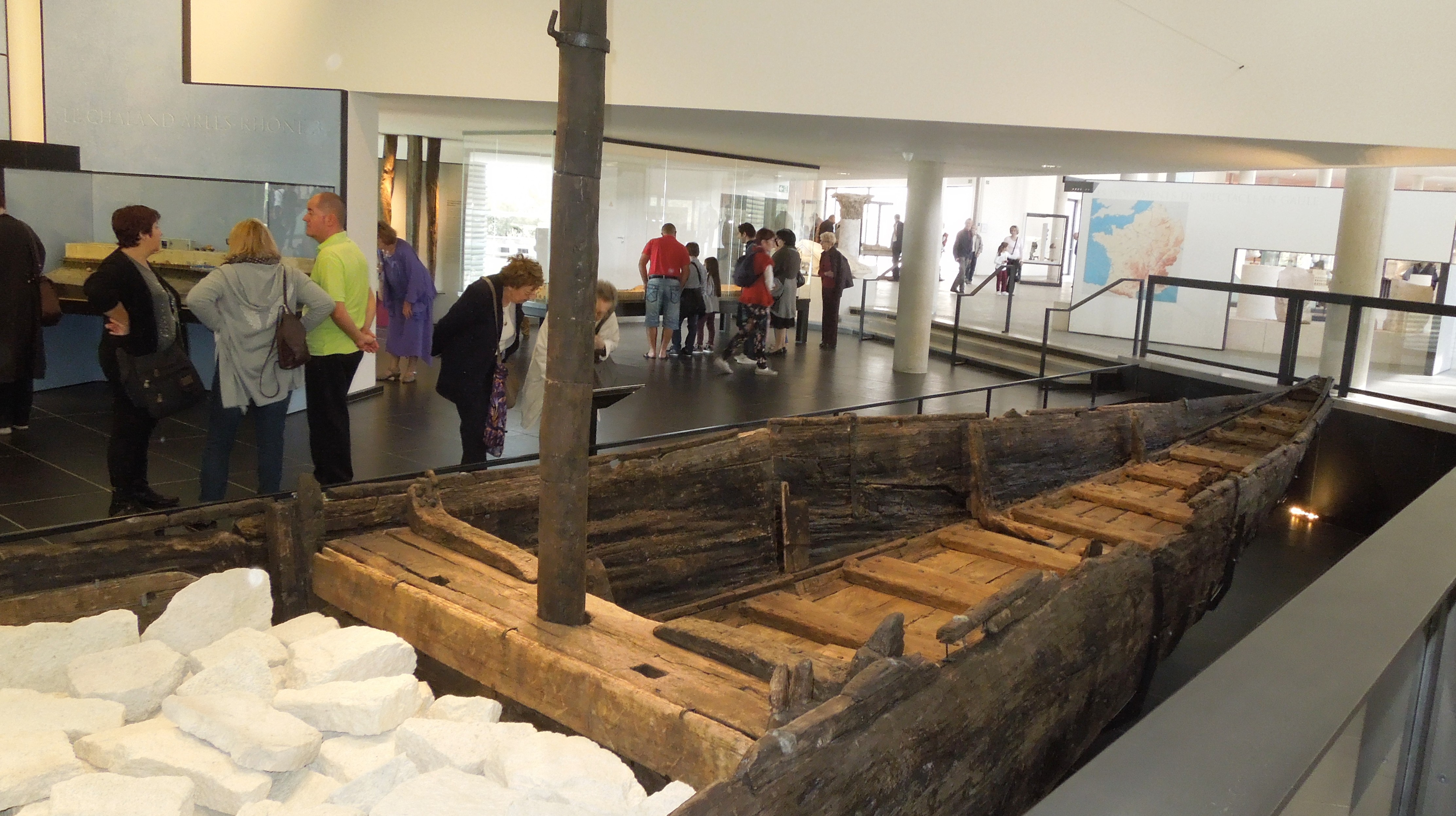
Proue du chaland antique Arles-Rhône 3

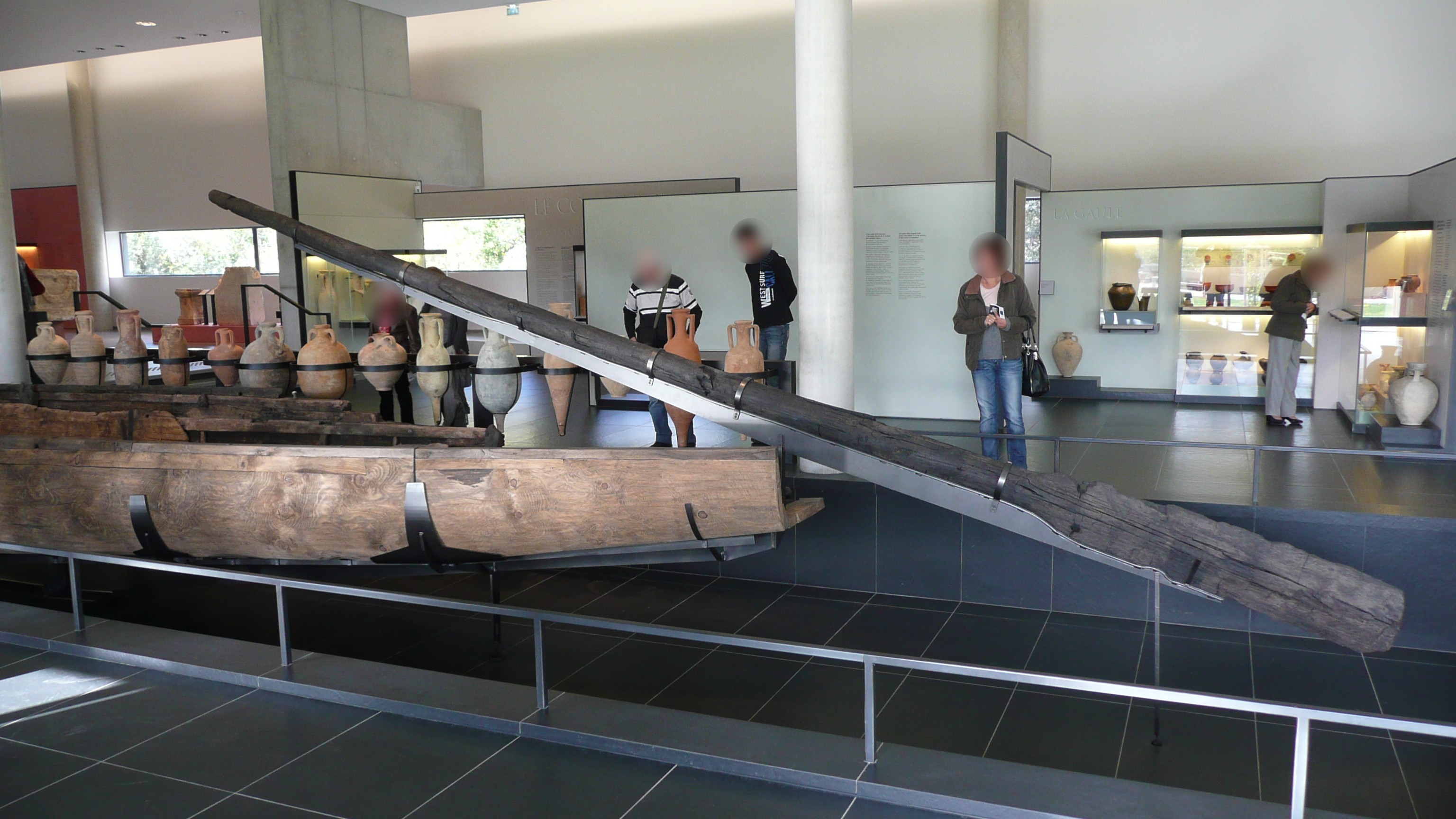
Rame-gouvernail du chaland.

Sa thématique est le grand port fluviomaritime d'Arelate.
Pour abriter le chaland antique Arles-Rhône 3, long de 31 mètres, découvert dans le Rhône en 2004, le bâtiment reçoit une aile rectangulaire de 800 m2 sur sa face nord-ouest, inaugurée en 2013.
La barge, dont les bois étaient gorgés d'eau, a fait l'objet d'un protocole de conservation-restauration à l'atelier ARC-Nucléart de Grenoble pour permettre son exposition. Le support du bateau a été dissimulé : le chaland est positionné au-dessus d’une fosse, donnant ainsi l’impression qu'il flotte. Une grande partie des objets prélevés lors de l’opération de fouilles de l’épave Arles-Rhône 3 est exposée autour de lui, ainsi que des vestiges archéologiques découverts dans le delta du Rhône. Par exemple, un exemplaire rare d'ancre en bois à jas de plomb, sur lequel figure le coup de Vénus (ancre découverte aux Saintes-Maries-de-la-Mer, inv. FSM.91.00.1, dépôt DRASSM - MC).

## Collections

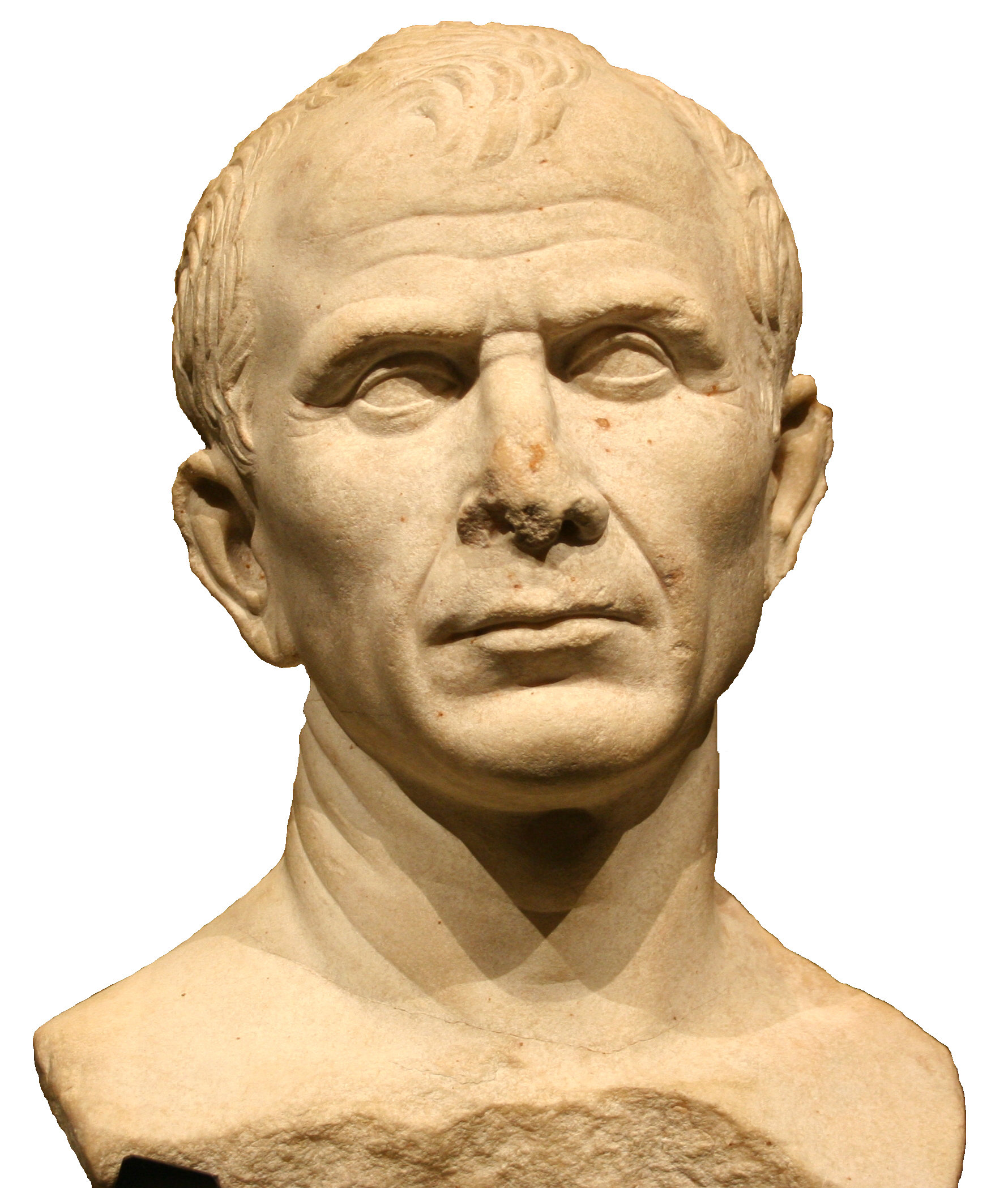
Buste présumé de Jules César, dit « César d'Arles ».

Une présentation de type chronologique a été appliquée essentiellement aux périodes pré et post-romaines, en début et fin de parcours. Entre les deux, différents thèmes sont développés dans des espaces individualisés.

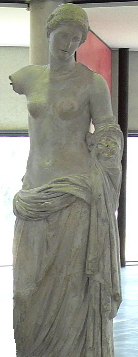
Vénus d'Arles, copie en plâtre.

Le musée conserve une copie dans son état initial de la Vénus d'Arles, dont l'original, restauré par François Girardon, est conservé au musée du Louvre. Cette statue est l'emblème du musée, et une copie de celle du Louvre ornait la façade avant l'extension : elle est désormais visible dans l'auditorium. Depuis que les fouilles subaquatiques du Rhône ont fait émerger, en 2007, une tête représentant supposément César, ce fragment de statue constitue l'un des fleurons du musée.
Les collections sont divisées en différentes périodes :
- la Préhistoire ;
- la Protohistoire : période comprise entre la fondation de Marseille par des marins grecs venus de Phocée en Asie mineure vers 600 av. J.-C. à celle d'Arles par Jules César ;
- le Haut et le Bas-Empire : de la fondation de la ville en 46 av. J.-C. à la chute de l'empire romain en 476 ;
- l'Antiquité tardive : période comprise entre le IVe et le VIe siècle, avec une remarquable collection de sarcophages paléochrétiens.

Sarcophages d'Arles
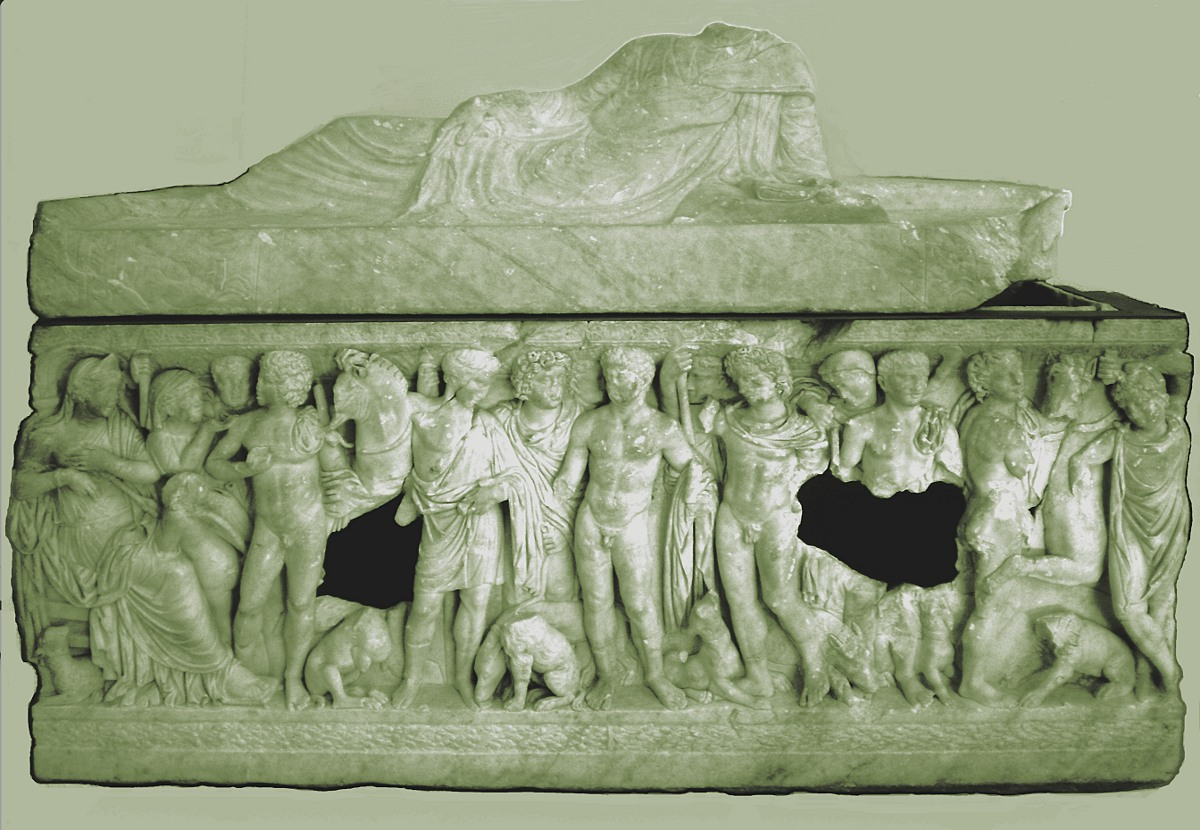
Sarcophage de Phèdre et Hippolyte (milieu du IIIe siècle).
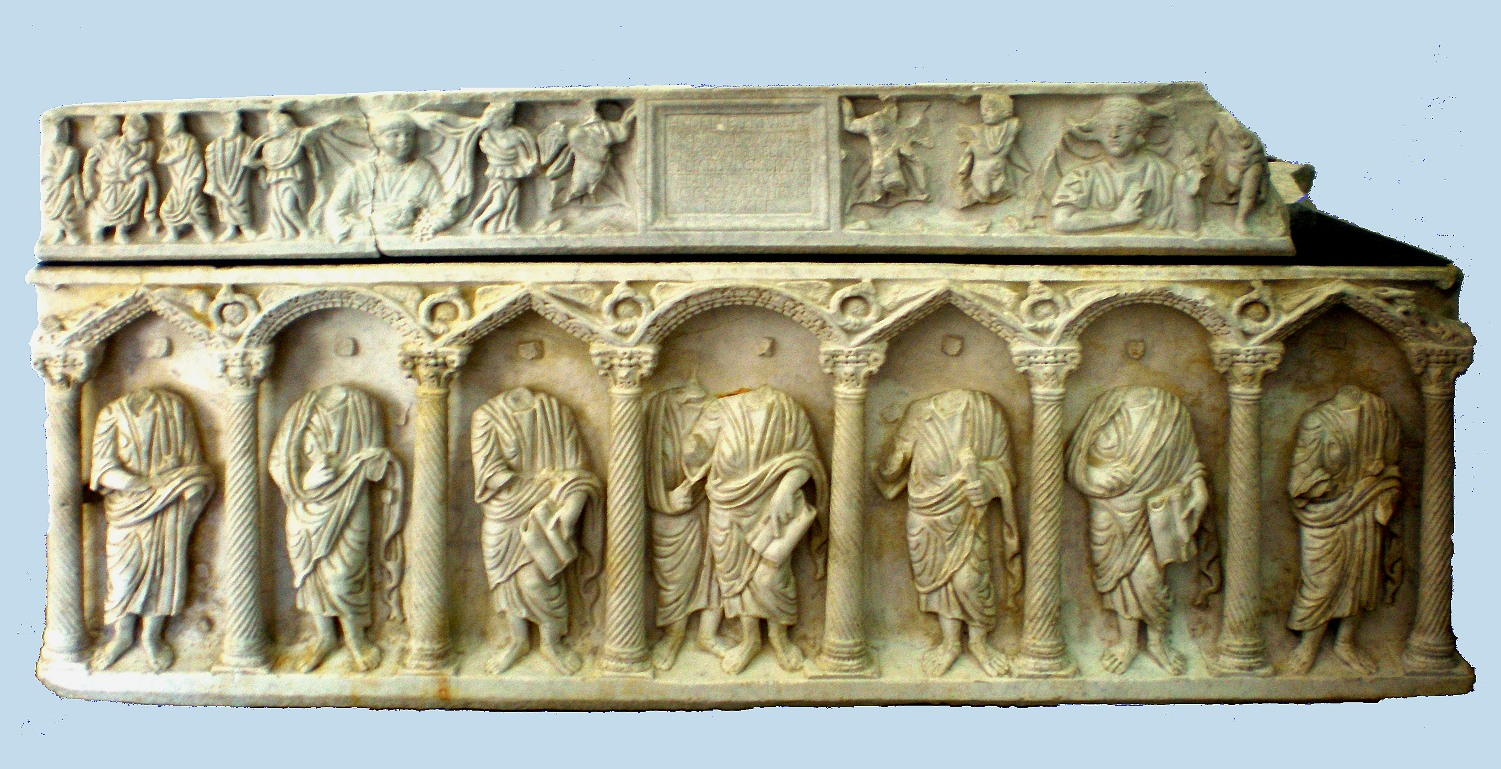
Sarcophage d'Hydra Tertulla (milieu du IVe siècle).

### Les spectacles et les jeux

#### Théâtre antique

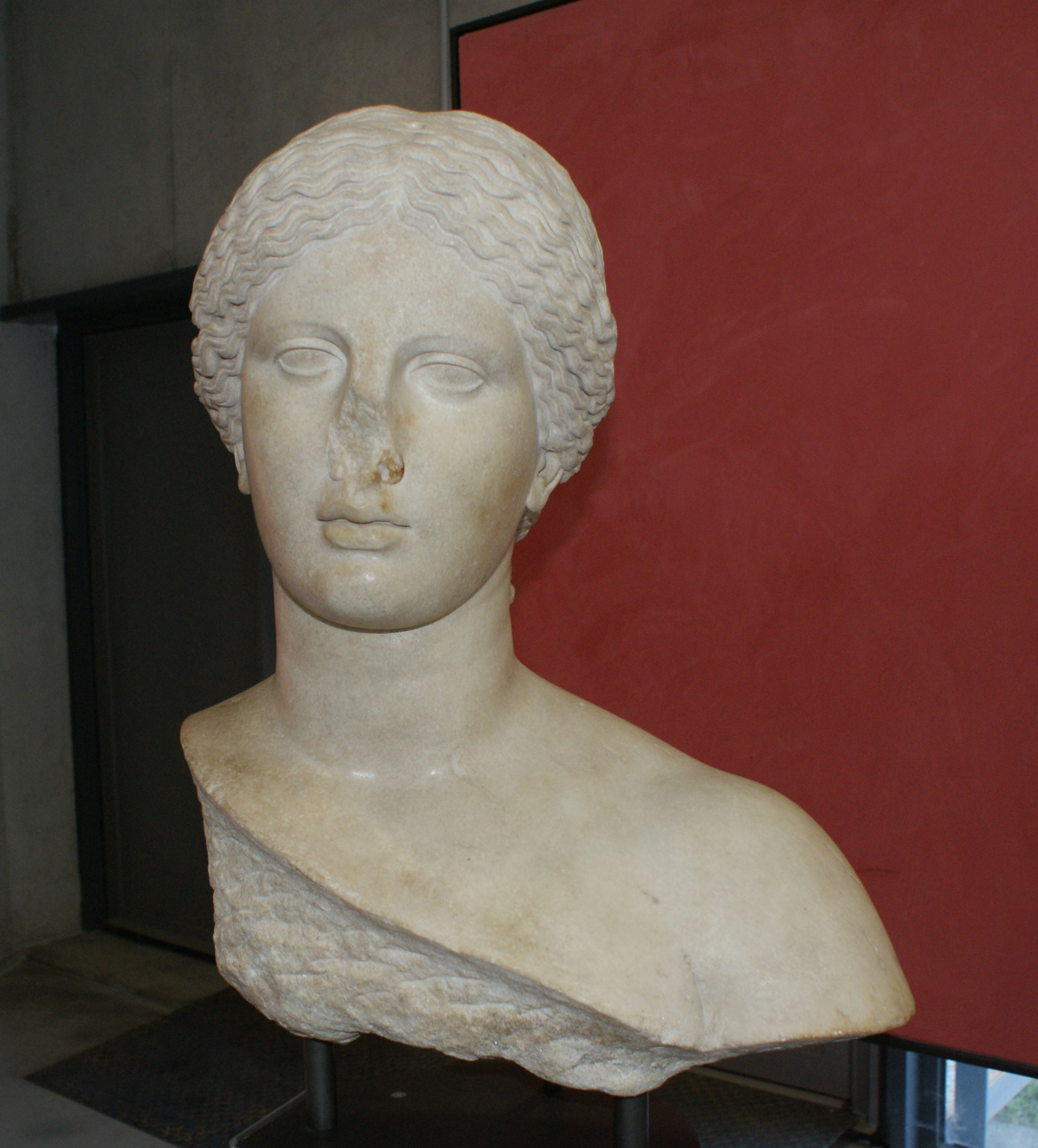
Buste d'Aphrodite dit Tête d'Arles.

Le théâtre antique d'Arles, construit à la fin du Ier siècle av. J.-C. au sommet de la colline de l'Hauture, pouvait accueillir dix mille spectateurs sur trente-trois rangées de gradins. Le mur de scène était richement décoré de colonnes et de niches dans lesquelles étaient placées diverses statues. Parmi les vestiges découverts sur ce site et exposés dans le musée, figurent :
- la Statue colossale d'Auguste en marbre de 3,10 m de hauteur : le torse a été découvert en 1750 tandis que la tête s'y rapportant parfaitement a été exhumée en 1834. Cette statue ornait le mur central de la scène ;
- l'Autel d'Apollon en marbre de Carrare de la fin du Ier siècle av. J.-C.. Il décorait la base de la scène (pulpitum) du théâtre. Le dieu, le coude appuyé sur une lyre, est assis sur un trône aux pieds ouvragés. Les avant-corps en forme de pilastre sont décorés d'oiseaux et de feuilles de laurier. Sur les faces latérales est figuré le martyre de Marsyas ;
- l’Autel des cygnes en marbre de Carrare, production probablement attique de la fin du Ier siècle av. J.-C.: il est décoré de cygnes tenant dans leurs becs les bandelettes d’une couronne de laurier signifiant la domination d’Auguste. Ces éléments associent Auguste au culte d’Apollon : les cygnes sont un rappel du survol de l'île de Délos par ces oiseaux lors de la naissance du dieu[3] ;
- la Vénus d'Arles : l'original en marbre, représentant Aphrodite, est exposé au musée du Louvre, tandis qu'une copie en plâtre datant du XVIIIe siècle est présentée ici ;
- un buste en marbre d'un jeune prince ;
- un Buste d'Aphrodite, dit Tête d'Arles, en marbre représentant la déesse de l'amour, coiffée de tresses séparées par un bandeau et réunies en un chignon bas.

#### Amphithéâtre
L'amphithéâtre romain, dit Arènes d'Arles, a été édifié sur le flanc nord de la colline de l'Hauture au cours de la dernière décennie du Ier siècle. Avec ses 136 m de long et 107 m de large, il occupe le vingtième rang parmi les amphithéâtres du monde romain. Il doit son relatif bon état de conservation au fait d'avoir été transformé durant le Haut Moyen Âge en poste militaire, avant d'être occupé par des habitations, détruites au XIXe siècle. Une maquette au 1/100 montre l'ensemble de l'amphithéâtre avec notamment l'emplacement des mâts sur lesquels était tendue une bâche protégeant les spectateurs du soleil. Quelques objets illustrent les diverses activités de l'amphithéâtre : statuettes en bronze de gladiateurs, lampe à huile décorée de deux gladiateurs en train de combattre.

#### Les jeux du cirque
Le cirque d'Arles était situé à proximité immédiate de l'actuel musée. Il mesurait environ 450 m de long sur 100 m de large et pouvait accueillir vingt mille spectateurs. La nature marécageuse du sol a nécessité pour sa stabilisation le fonçage d'environ vingt-cinq mille pieux en bois de pin ou de chêne. L'analyse dendrochronologique de ces pieux a permis de dater assez précisément la construction de cet ouvrage en 148 ou 149 de notre ère. Quelques pieux parfaitement conservés sont exposés. Le cirque servait essentiellement aux courses de chars, évoquées par l'exposition de trois bas-reliefs trouvés en remploi dans le rempart tardif de la ville.

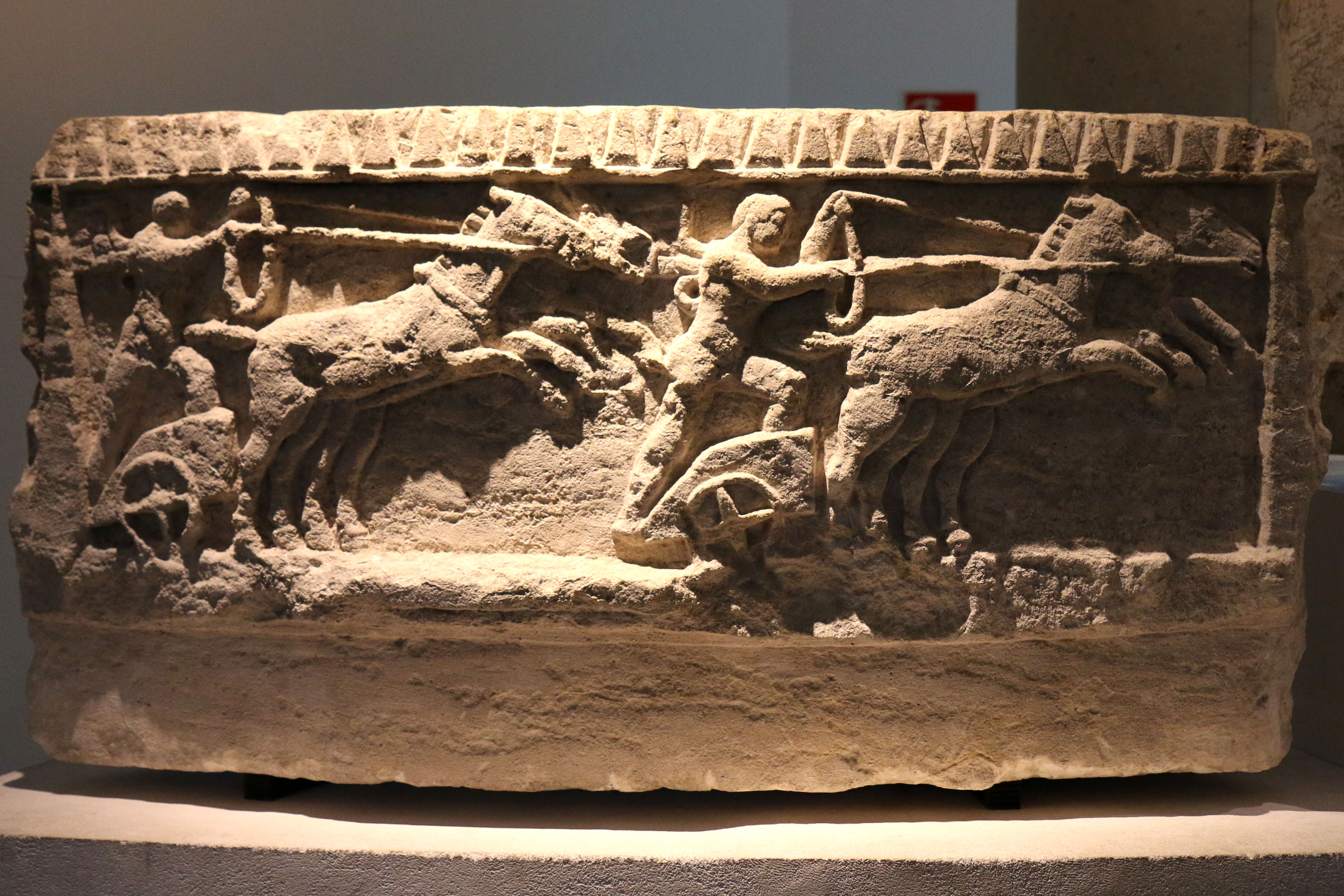
Course de chars, bas-relief.
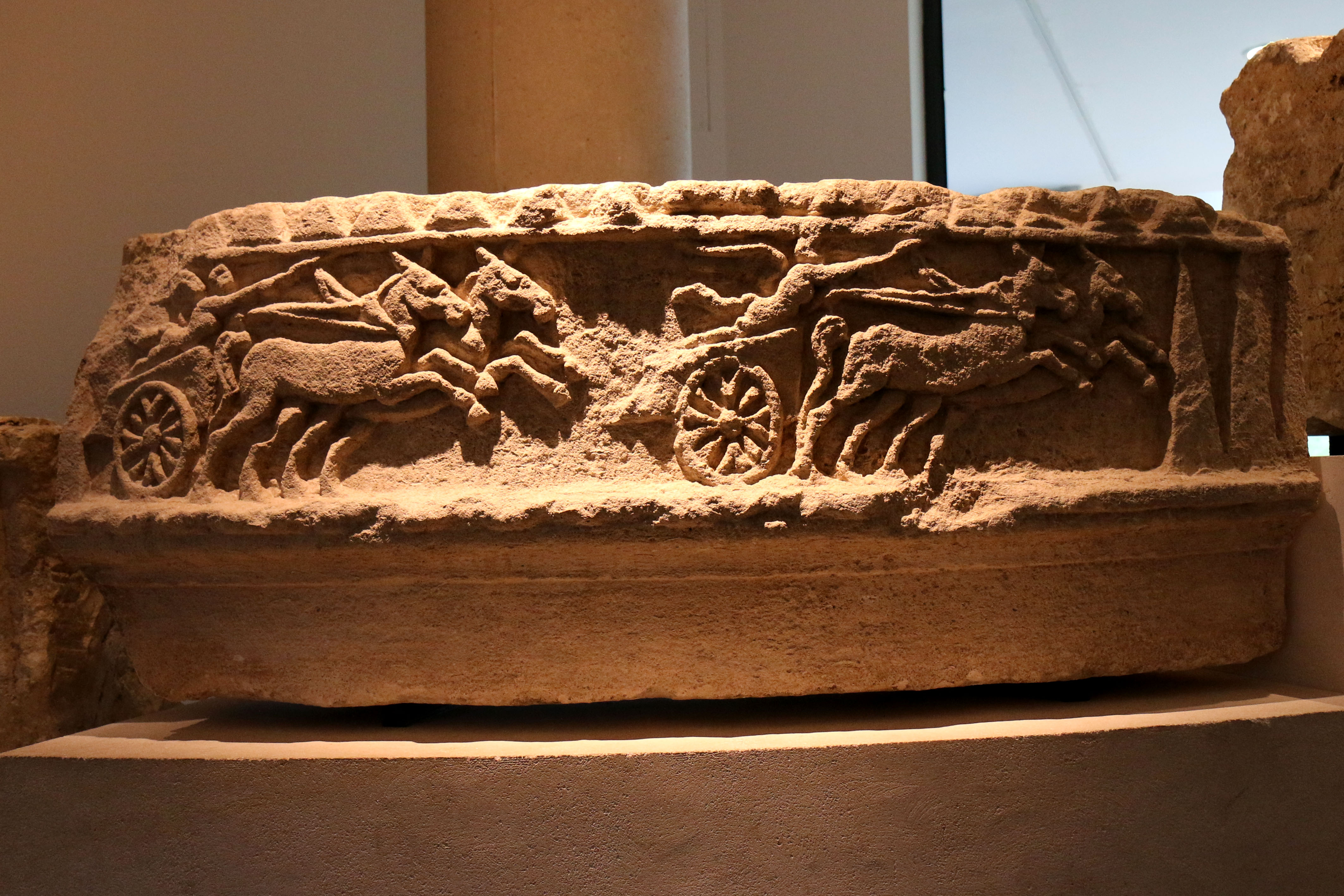
Course de chars, bas-relief.

### Les héros et les dieux
Arles, colonie romaine, adopte la religion de l'Empire. Curieusement, le culte des grands dieux du panthéon romain n'a laissé que peu de traces à Arles, car les destructions perpétrées à l'époque chrétienne ont été probablement nombreuses.
La diversité des cultes est représentée par divers vestiges : autels, stèles et sculptures de divinités diverses.
- un autel en marbre blanc dédié à la bonne déesse : cet autel est décoré d'une couronne de feuilles de chêne et de deux oreilles, symbole de la bienveillante attention de la déesse ;
- une tête en marbre de Minerve ;
- une statue de Médée en calcaire de 1,32 m de haut ; tirant son épée, Médée s’apprête à tuer les deux enfants qu'elle a eus de Jason ;
- le sarcophage des Muses : Apollon, reconnaissable à la lyre qu'il tient de la main droite, est figuré au centre entouré des Muses filles de Zeus et de Mnémosyne. Les seules Muses reconnaissables sont Melpomène tenant une massue et Thalie tenant un masque de théâtre ;

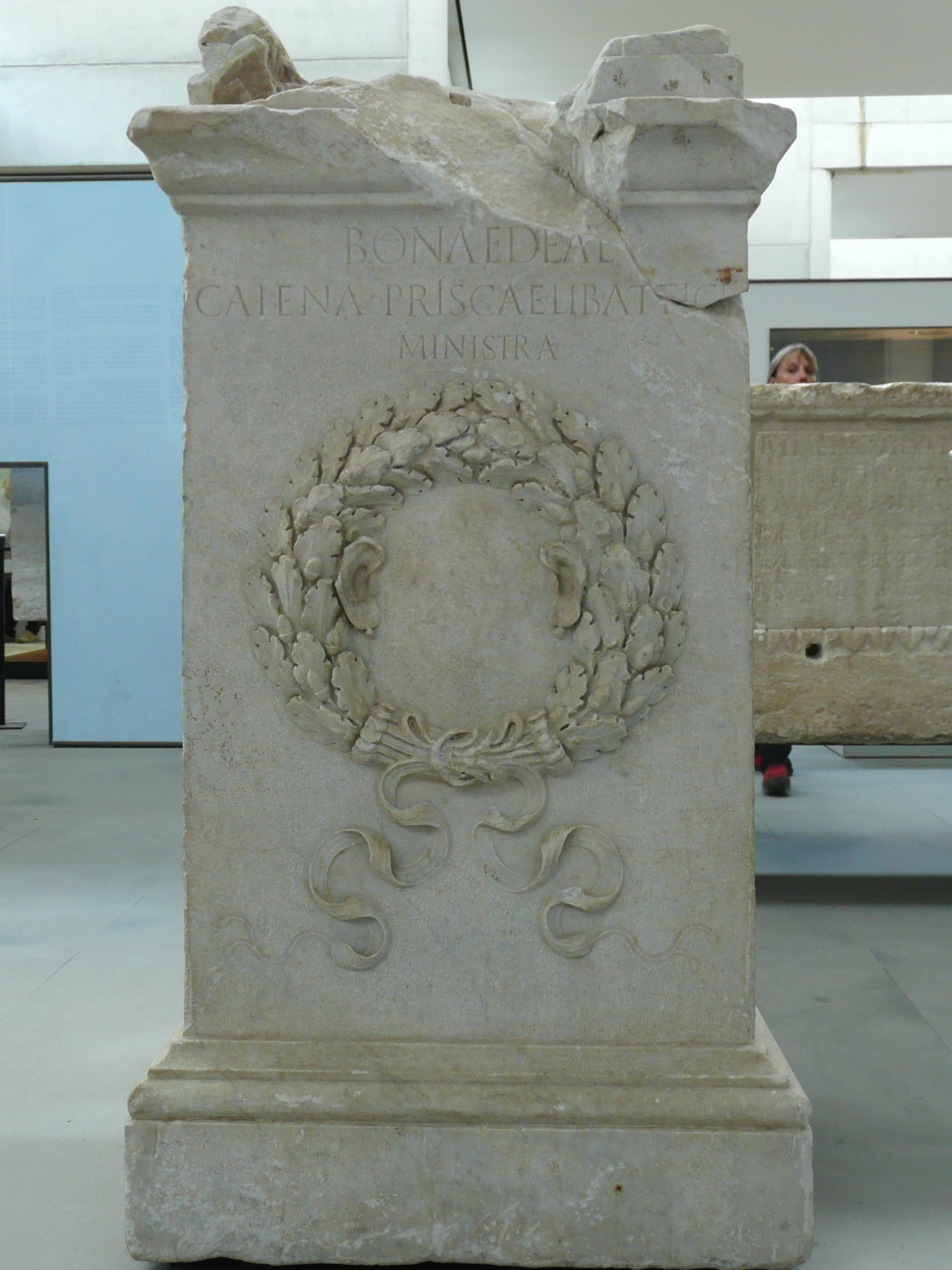
Autel à la bonne déesse.
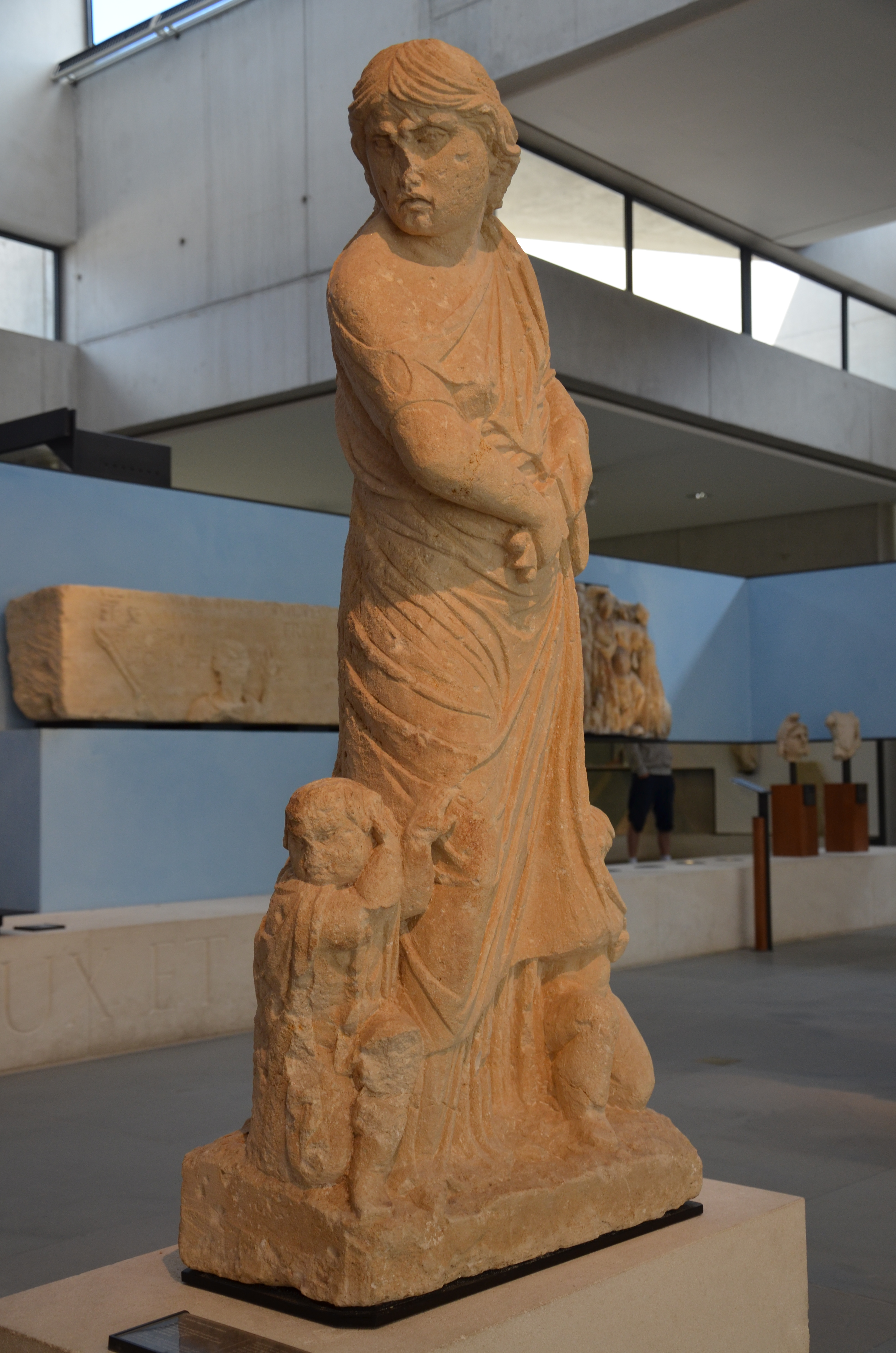
Statue de Médée.
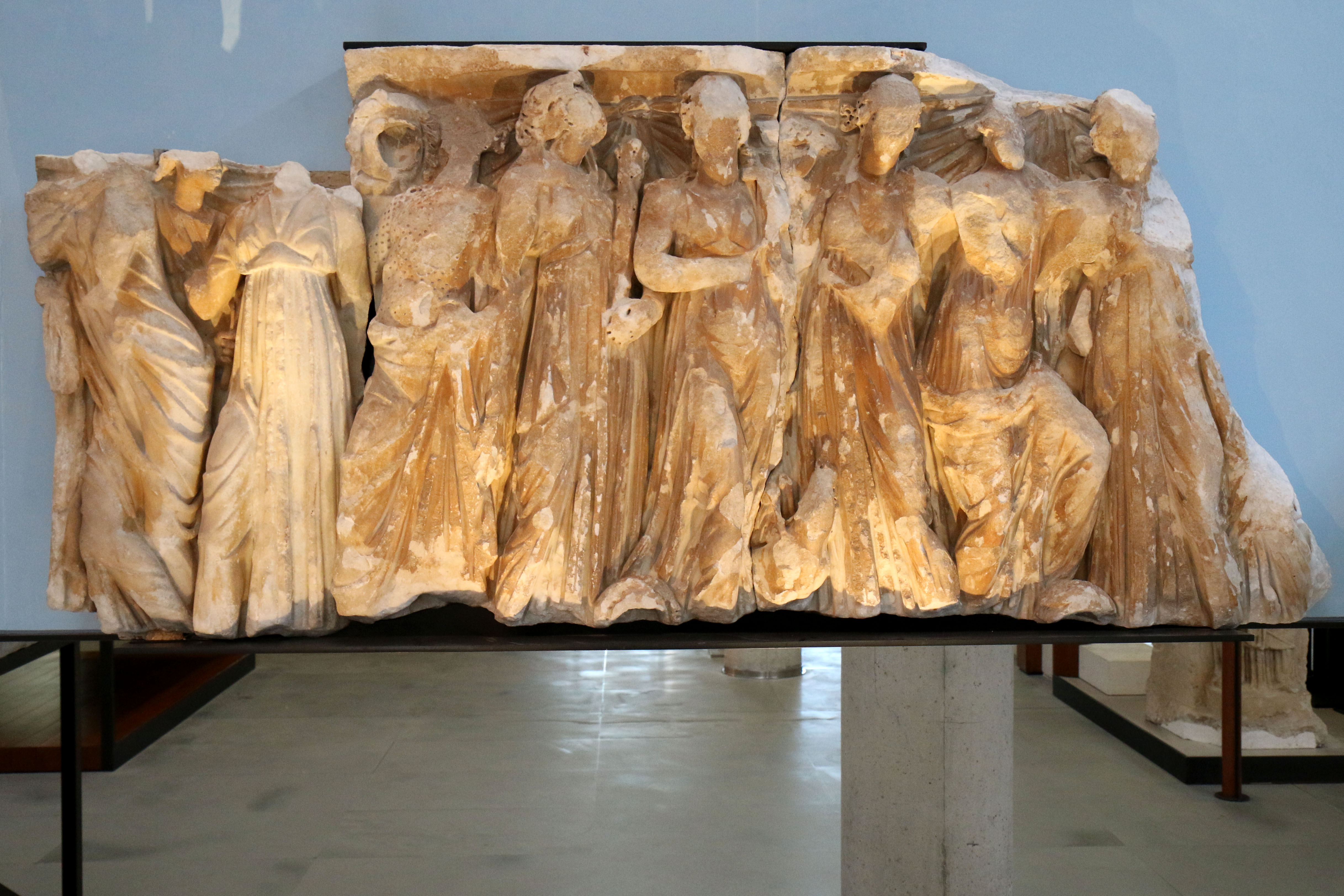
Sarcophage des Muses.

- une tête de Niobide ;
- un faune en bronze ;
- une tête en calcaire de Mithra dont le culte, d'origine iranienne, a été importé du Proche-Orient par des soldats romains ;
- une statue en marbre du dieu Aiôn découverte en 1598 dans les fondations du moulin à eau du canal de Craponne.

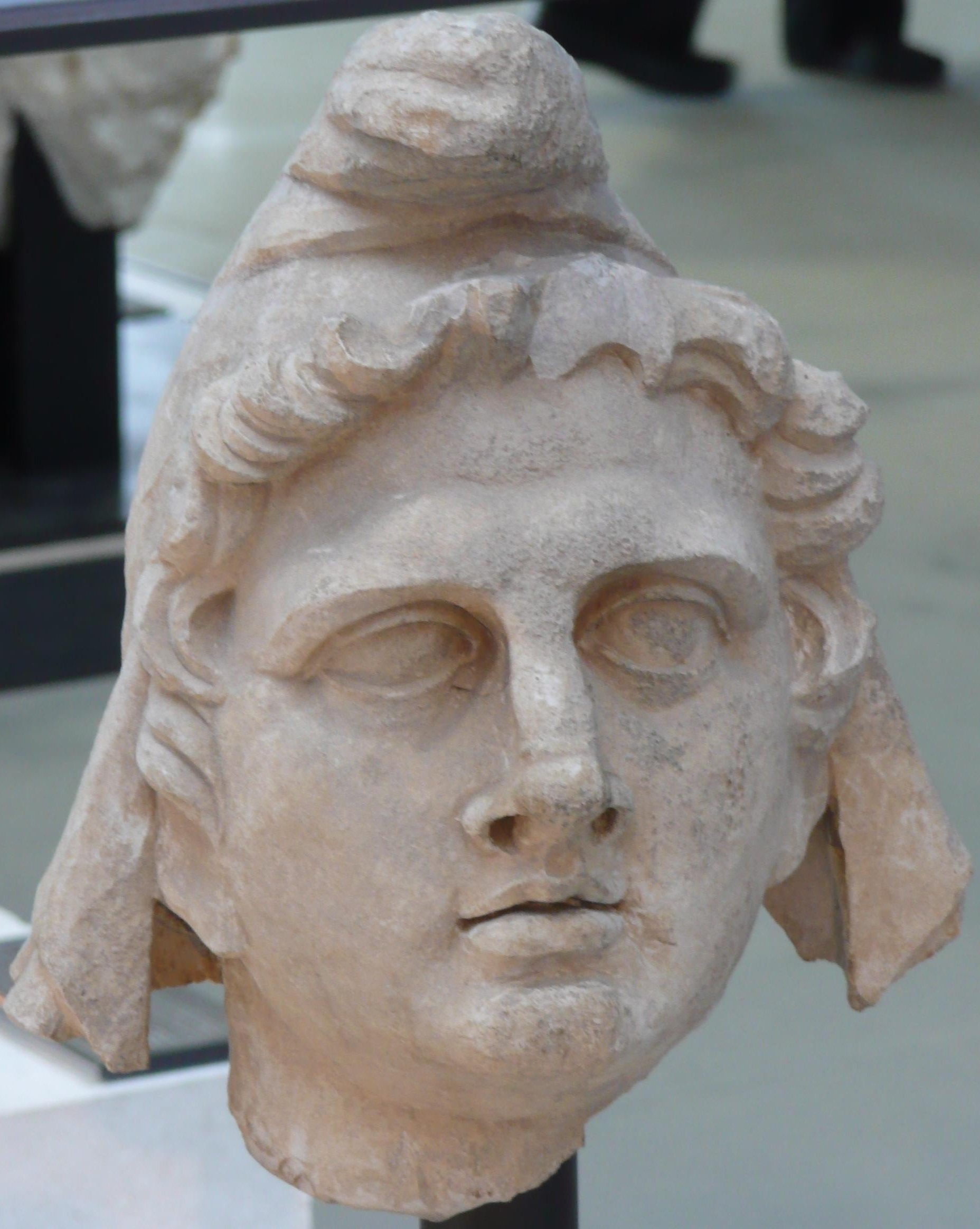
Tête de Mithra.
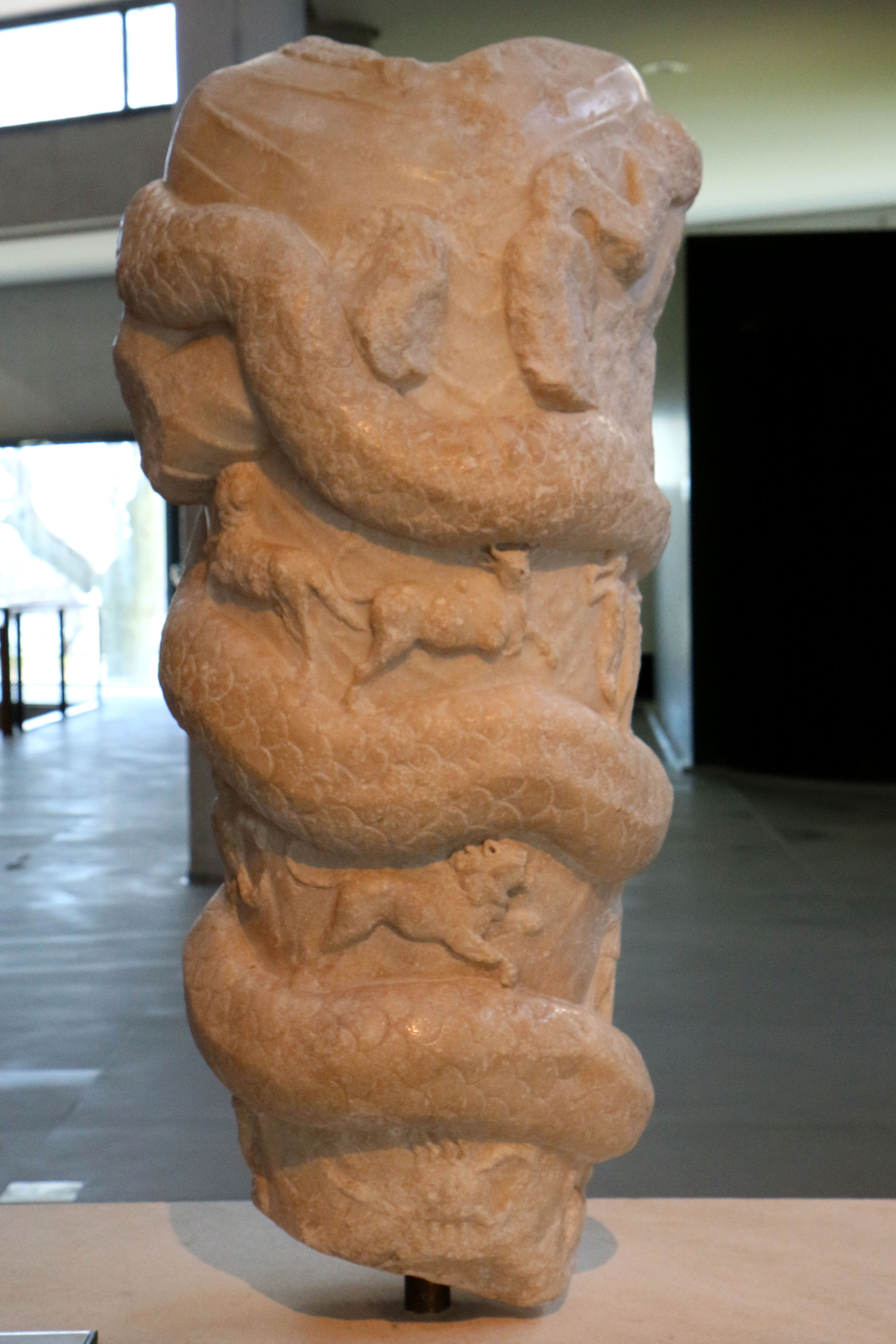
Statue du dieu Aiôn.

### Mosaïques
Le musée expose un ensemble de mosaïques provenant en grande majorité du quartier de Trinquetaille, sur la rive droite du Rhône, où était implantées de riches villas romaines. Les mosaïques exposées ont été réalisées suivant deux techniques : l’opus tessalum : des tesselles — petits éléments colorés de forme cubique — sont assemblées au moyen de mortier sur une surface plane à couvrir en réalisant des dessins géométriques et des figures variées ; l'opus sectile : pavement réalisé à l'aide de plaques de marbre ou de pierres dures diverses pour former des figures géométriques variées : carré, losange, hexagone, etc.
Parmi les mosaïques exposées :

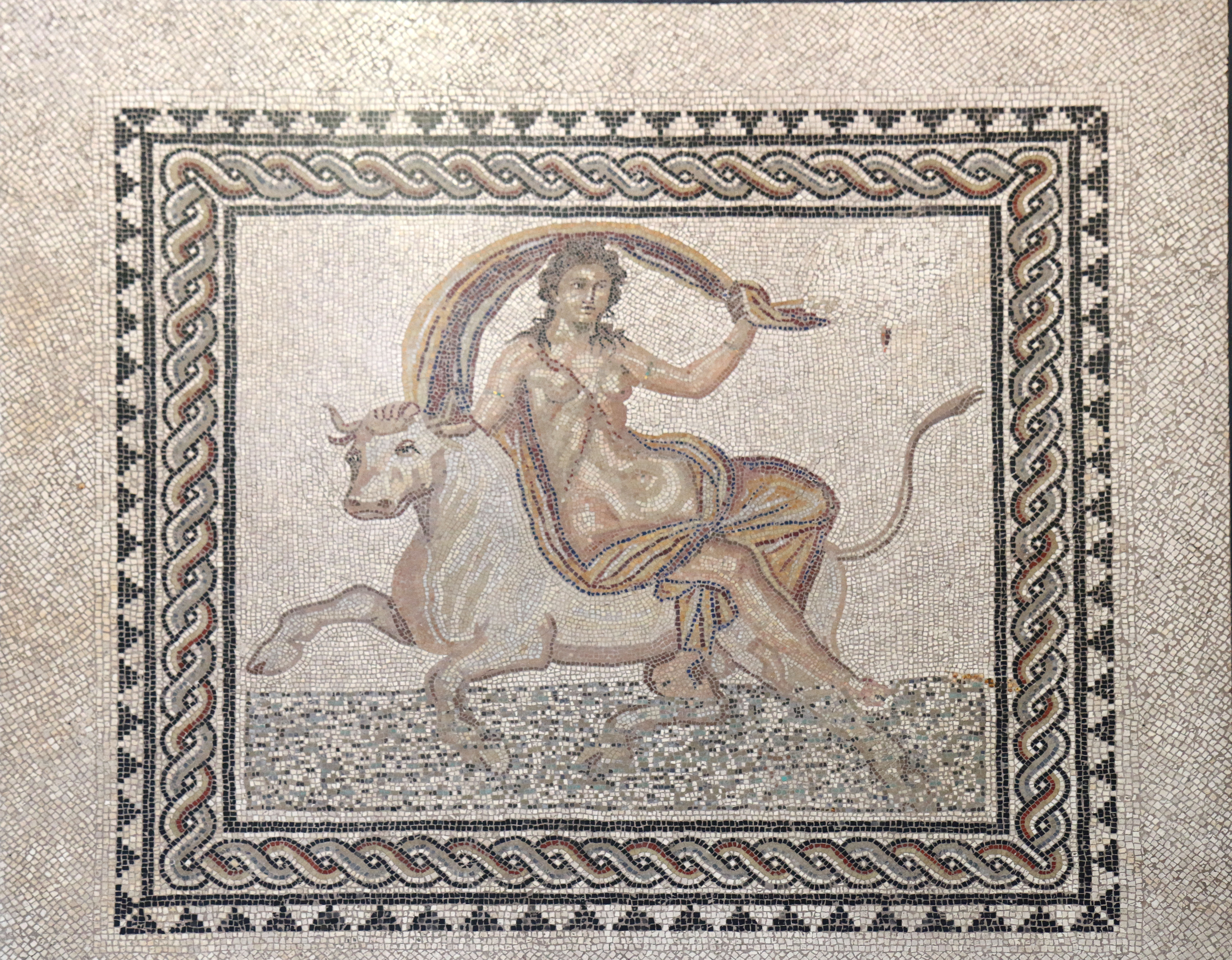
L'enlèvement d'Europe.

- La mosaïque de l'enlèvement d'Europe : à l'intérieur d'un panneau bordé d'une tresse à deux brins, figure l'enlèvement d'Europe, princesse phénicienne, fille d'Agénor (roi de Tyr), par Zeus métamorphosé en taureau blanc.
- La mosaïque du Canthare : seule une partie de cette mosaïque datant de la fin du IIe siècle a été déposée et exposée. Elle représente un canthare à panse godronnée avec des anses en S d'où jaillit un double rinceau végétal.
- La mosaïque du Zodiaque ou du Génie de l'Année et des Saisons : découverte en 1914, elle est décorée en son centre d'un octogone à l’intérieur duquel est représenté un jeune homme imberbe, le bras droit passé dans le cercle du zodiaque et tenant un sceptre rouge de la main gauche. Adjacents alternativement à cet octogone central sont figurés quatre autres octogones et quatre carrés. Les quatre octogones sont occupés par des bustes représentant les saisons : l'Hiver, femme voilée ; le Printemps, jeune femme portant une couronne de fleurs ; l'Été, jeune homme couronné d'épis de blé et de fleurs ; l'Automne, très dégradé, tête portant une couronne de feuillage. Les carrés sont décorés de nœuds de Salomon ou de fleurons.
- La mosaïque géométrique : découverte en 1987, elle est datée des années 170-180. Cette mosaïque présente une composition de losanges et de carrés. Deux grands carrés sont décorés de fleurons et sept petits de nœuds de Salomon. Des losanges assemblés par quatre forment des demi-étoiles. L'ensemble est bordé par une tresse à deux torons.
- La mosaïque d'Orphée : découverte en 1934, elle représente, à l'intérieur d'un octogone, Orphée vêtu à l'orientale et coiffé d'un bonnet phrygien. Il joue d'une lyre à neuf cordes, nombre identique à celui des Muses. Des animaux sauvages pacifiés par la musique l'entourent : panthère, lion, taureau, cerf, renard, gazelle, perdrix, etc. Tout autour des carrés et des rectangles sont décorés de motifs variés : tresse à deux brins formant un cercle, peltes affrontés etc.
- La mosaïque de la Méduse
- La mosaïque de l'Annus-Aiôn

Mosaïques
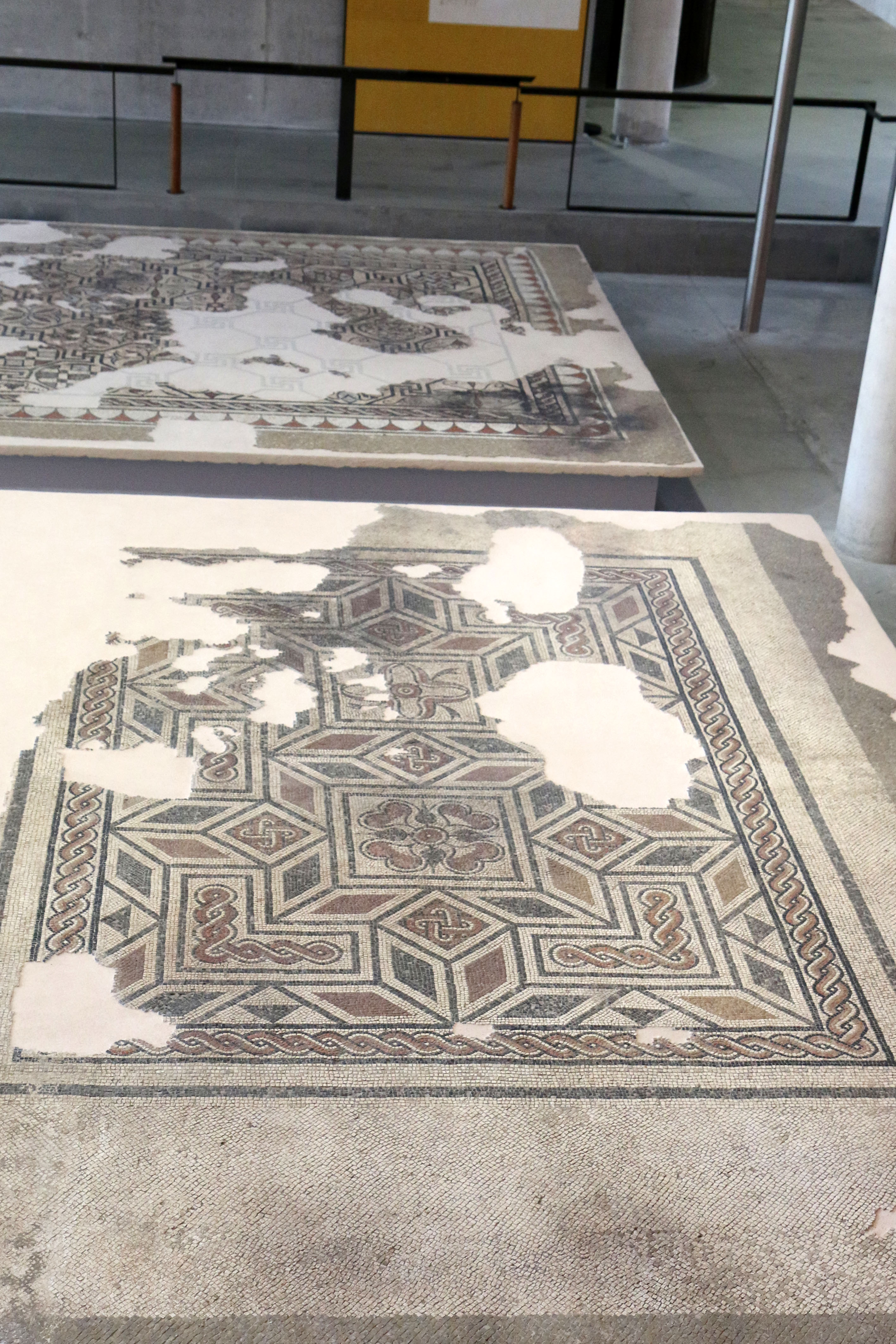
Mosaïque à motifs géométriques.
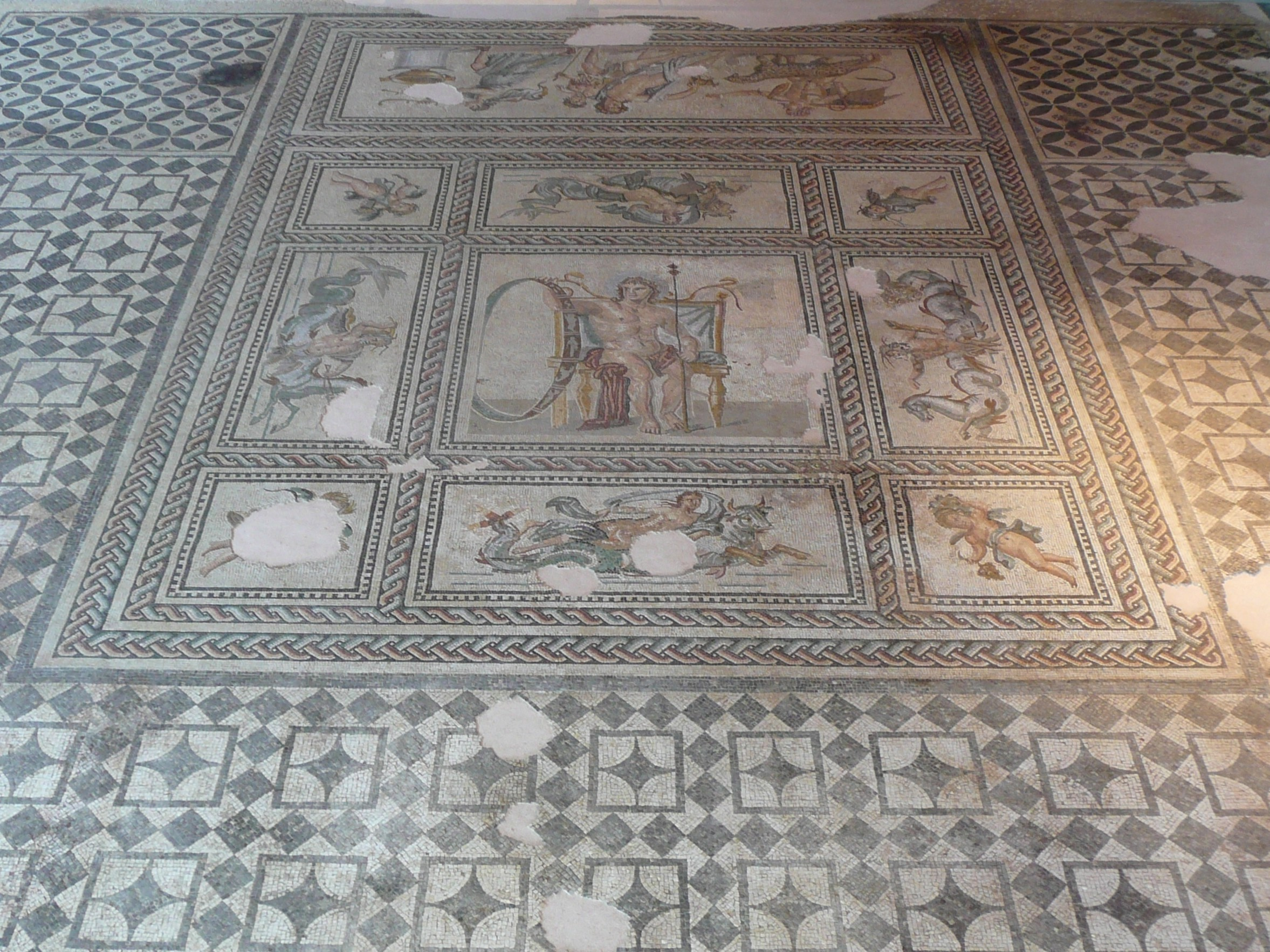
Mosaïque de l'Annus-Aiôn.
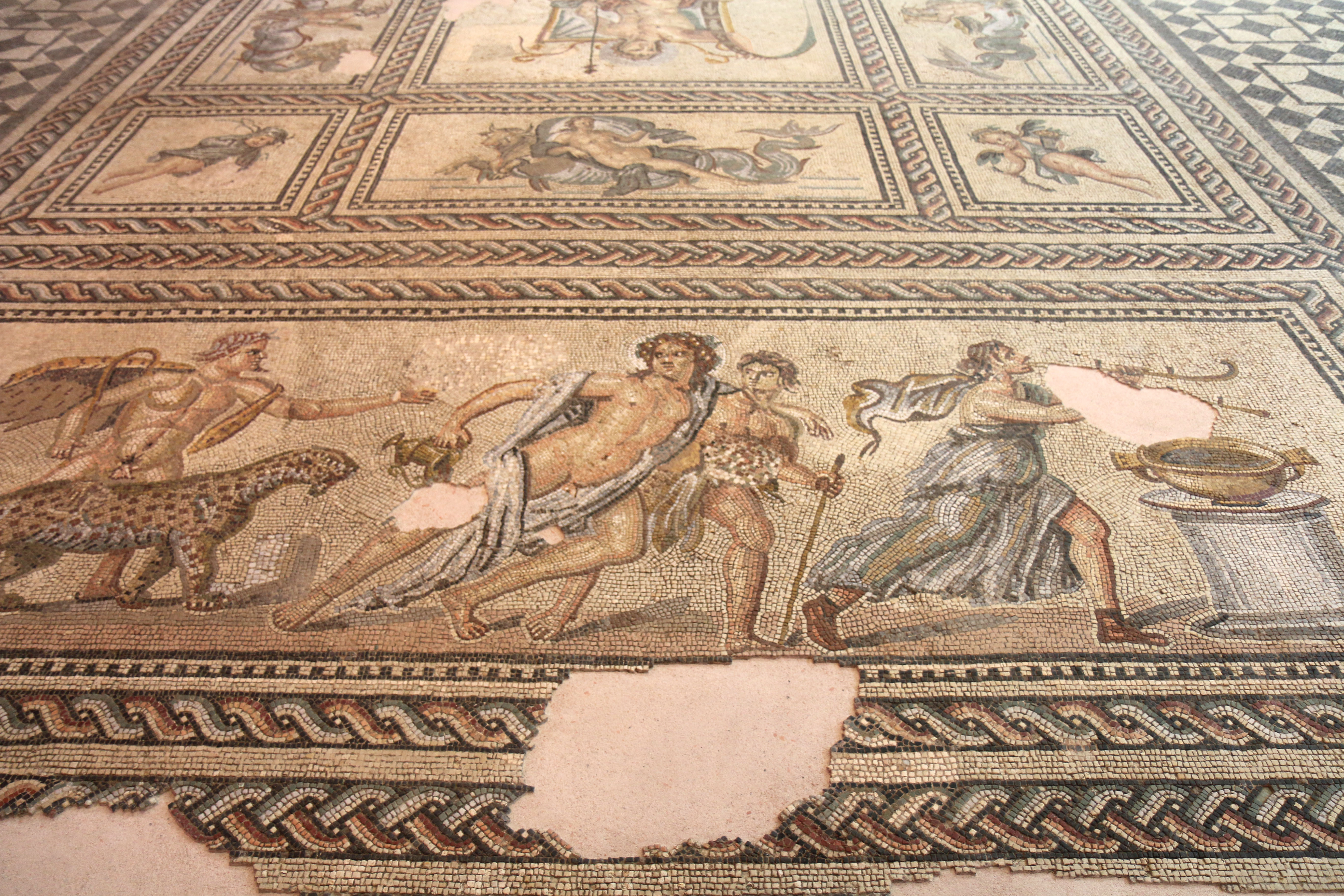
Mosaïque de l'Annus-Aiôn-détail : cortège dionysiaque.
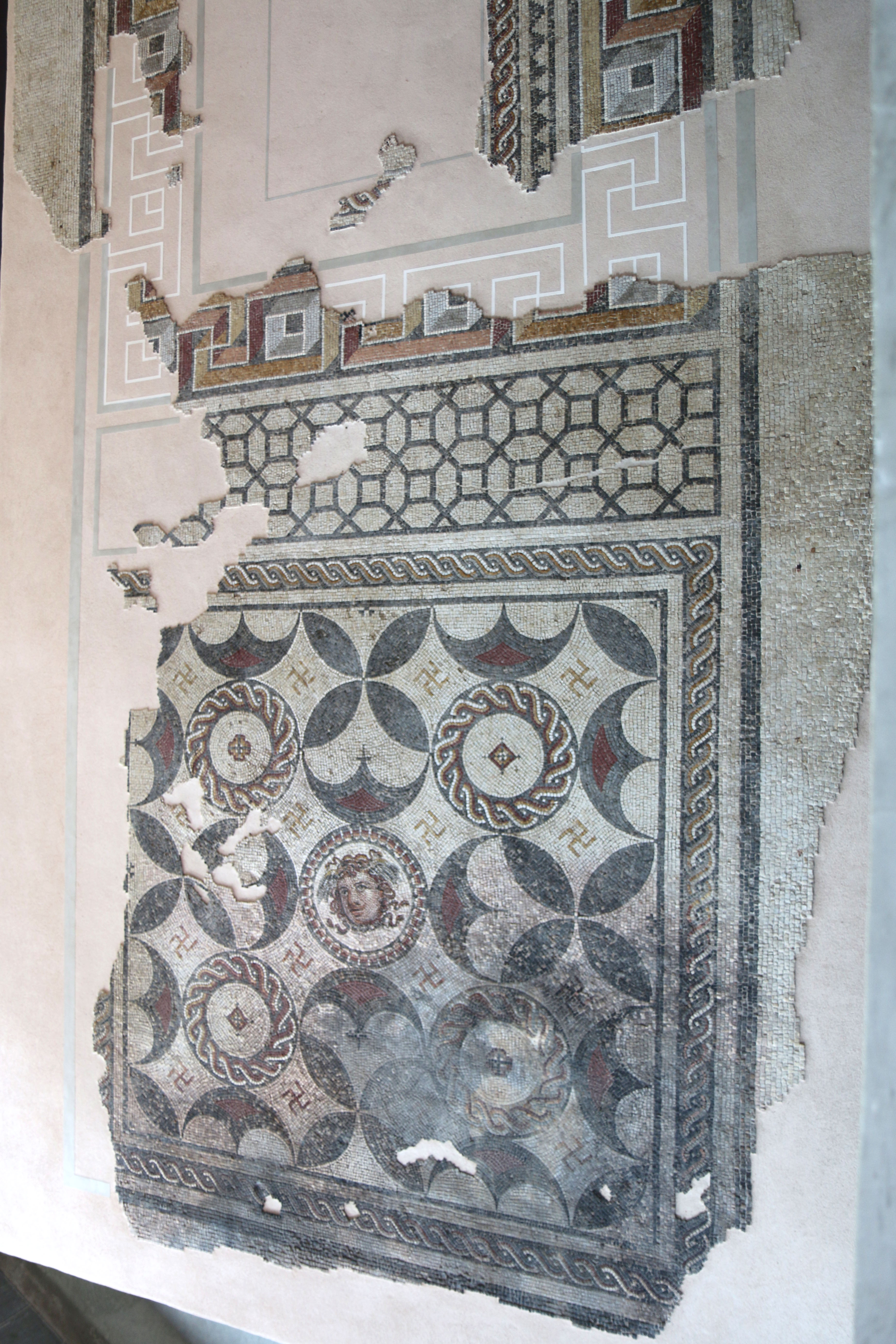
Mosaïque de la Méduse.

### Rites funéraires
Cinq nécropoles sont connues à Arles sous l'Empire romain : une est située au nord au quartier du Trébon ; la deuxième, la plus célèbre, est celle des Alyscamps au sud-est ; la troisième qui était située à proximité du cirque, a été détruite pour le creusement d'un bassin pour les péniches ; enfin les deux dernières sont situées rive droite du Rhône au quartier de Trinquetaille. Ces sites ont fourni différents vestiges qui sont exposés.
- Mausolée : des éléments d'un mausolée ont été trouvés lors des fouilles du bassin des péniches. Une restitution du mausolée est exposée.
- Stèle à portrait : datant de la première moitié du Ier siècle elle représente deux bustes, celui de Chia, servante affranchie, et celui de sa patronne Philematio qui tient une pomme dans sa main droite.
- Cippe à portrait du Ier siècle représentant un couple et ses deux enfants, un garçon et une fille. Le centre est occupé par les deux femmes : à gauche la mère avec des boucles d'oreilles et à droite la fille voilée.
- Couvercle d'une tombe en forme de toit à double pente avec des acrotères en forme de masque. Découverte en 1985 dans la nécropole du cirque, cette tombe date du IIIe siècle. Les visages des masques sont grimaçants, à la bouche grande ouverte et aux lèvres ourlées.

Dans ce domaine des rites funéraires, le musée présente une exceptionnelle collection de sarcophages païens et chrétiens qui reflète la richesse de la société arlésienne de cette époque. Sur les murs sont accrochés des inscriptions funéraires et des fragments de sarcophages.
- Sarcophage de Phèdre et Hippolyte : ce sarcophage en marbre trouvé en 1891 provient du quartier de Trinquetaille et date du milieu du IIIe siècle. Il se compose d'une cuve et d'un couvercle en forme de lit où le défunt est représenté allongé. Sur la cuve est représentée l'histoire d'Hippolyte, fils de Thésée, et de Phèdre.
- Sarcophage de Marcia Romania Celsa : découvert en 1974 dans le fossé de la route des Saintes-Maries-de-la-Mer ce sarcophage date du deuxième quart du IVe siècle. Au centre du couvercle se trouve un médaillon circulaire sur lequel est gravée l'épitaphe de la défunte Marcia Romania Celsa. À gauche du cartouche sont représentés des jeunes Hébreux jetés dans la fournaise et à droite l'adoration des mages. Sur la cuve est représentée au centre une Orante ; à gauche trois scènes sont consacrées à saint Pierre : la source miraculeuse et le baptême du centurion, l'arrestation de Pierre et l'annonce du reniement avec le coq ; à droite sont figurées la multiplication des pains, la guérison de l'aveugle et la résurrection de Lazare.

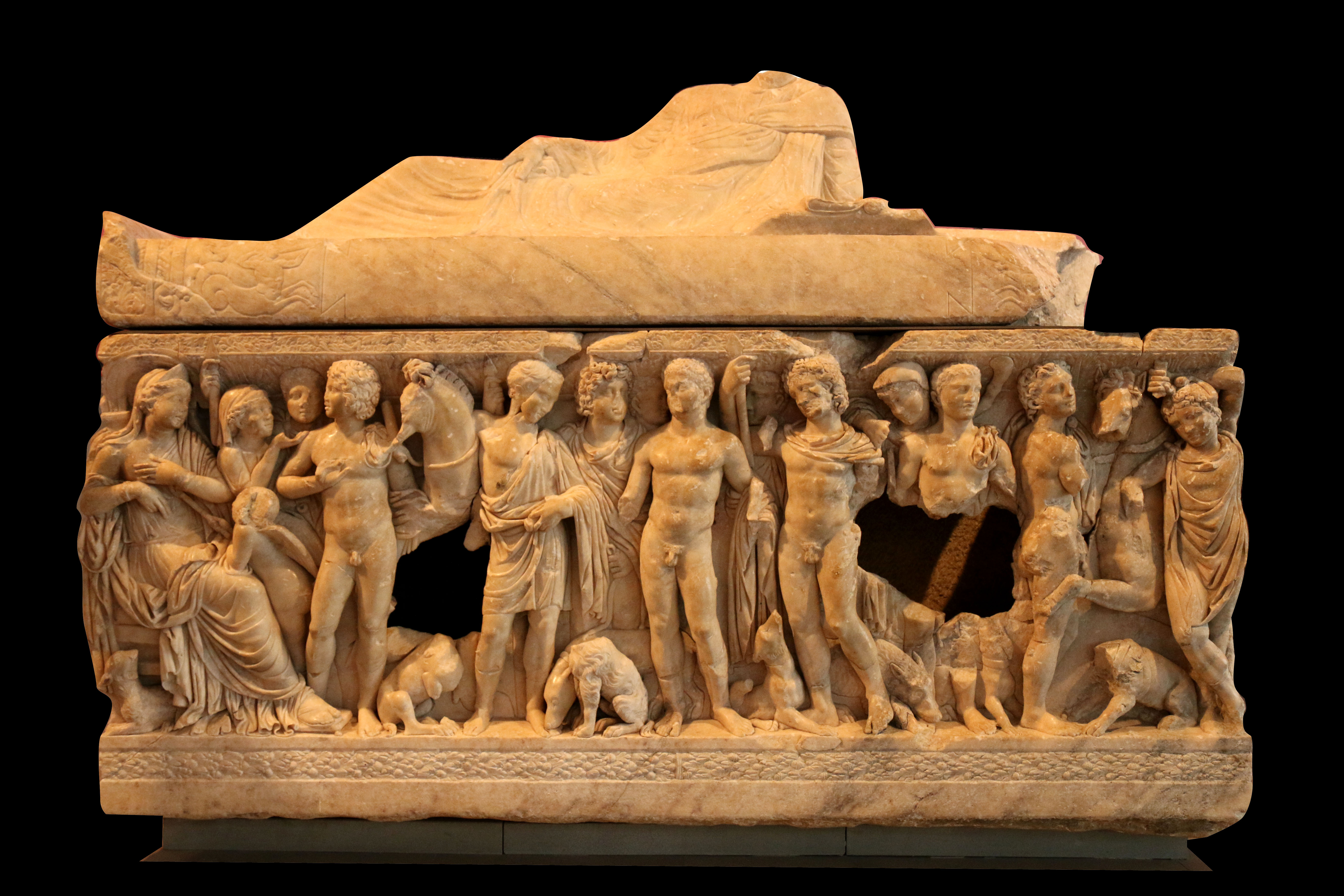
Phèdre et Hippolyte.
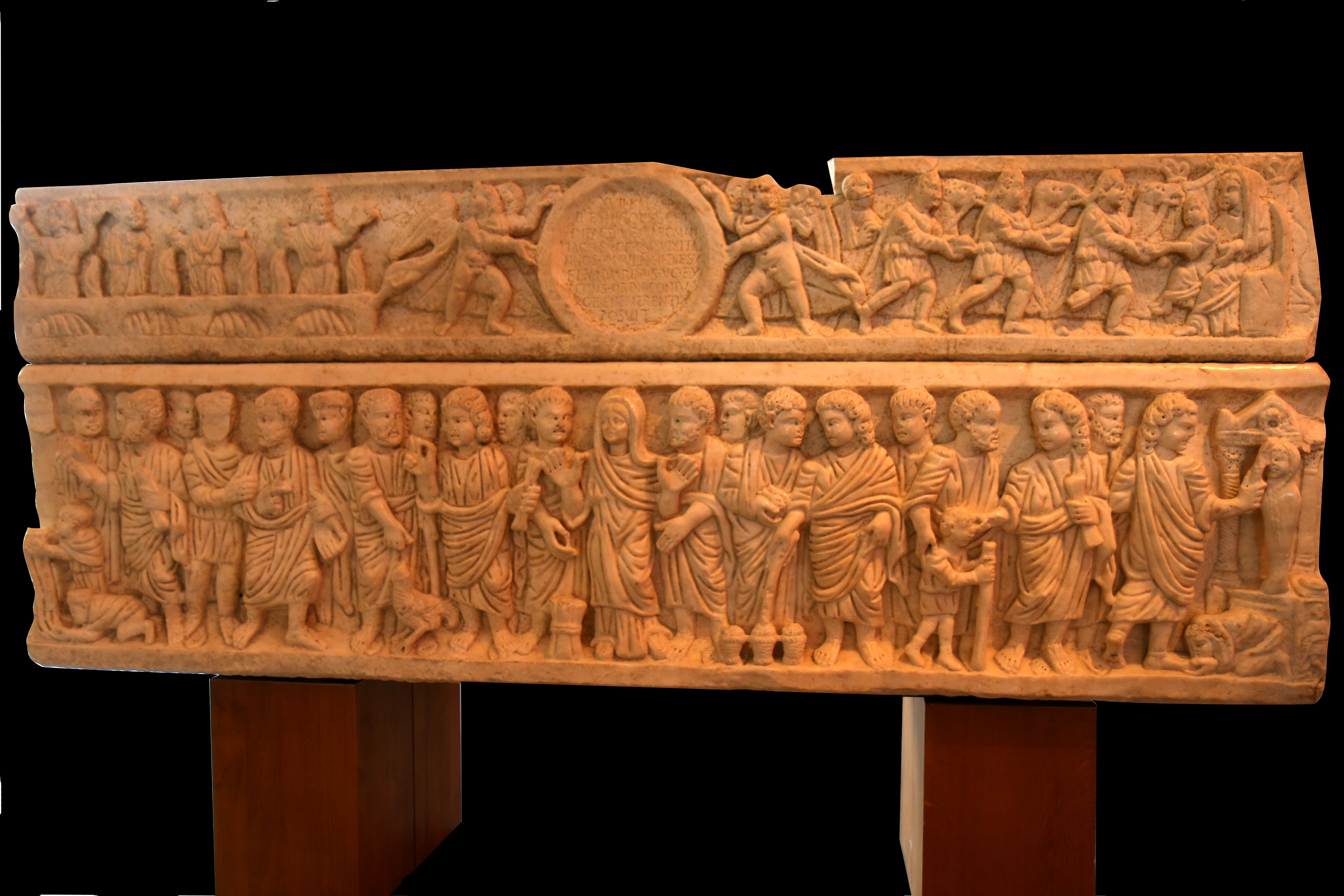
Maria Romania Celsa.

- Sarcophage de la Trinité ou des époux : ce sarcophage en marbre blanc a également été découvert en 1974 dans le fossé de la route des Saintes-Maries-de-la-Mer et date du deuxième quart du IVe siècle. Le couvercle est décoré de scènes du Nouveau Testament avec de gauche à droite les jeunes Hébreux devant Nabuchodonosor, le sacrifice d'Abraham, Adam et Ève chassés du paradis, la remise de la Loi à Moïse, et les offrandes de Caïn et Abel. La cuve est à double registre dont la frise supérieure est décorée en son centre par un médaillon en coquille à l'intérieur de laquelle est représenté un couple d'époux. Après une scène difficile à interpréter, on trouve de gauche à droite la guérison du paralytique, celle de l'aveugle et celle de la Cananéenne ; enfin l'annonce du reniement de Pierre avec le coq au pied de l'apôtre. Le registre inférieur débute par l'adoration des Rois mages, suivie par la Source miraculeuse et l'enseignement de Pierre.
- Sarcophage de La chasse : ce sarcophage en marbre blanc a également été découvert en 1974 dans le fossé de la route des Saintes-Maries-de-la-Mer et date du deuxième quart du IVe siècle. Sur le couvercle, de part et d'autre d'une tessère anépigraphe soutenue par deux Amours, est représenté le retour de la chasse : à gauche deux chasseurs ramènent un cerf entravé tandis qu'un troisième porte sur ses épaules un gibier ; à droite, cinq chasseurs tenant leurs chiens en laisse emportent sur leurs épaules du gibier enfermé dans un filet. Sur la cuve sont représentées deux scènes de chasse : à gauche un chasseur à pied et un cavalier attaquent à l'épieu un énorme sanglier, puis à droite trois cavaliers forcent trois cerfs vers un filet tendu depuis le haut d'un arbre.
- Sarcophage de l'Orante : ce sarcophage à strigiles en marbre de Carrare date de la fin du IVe siècle. Au centre l'Orante voilée est représentée devant une draperie nouée aux angles supérieurs. Aux deux extrémités, deux apôtres tournés vers la figure centrale font le geste d'acclamation. Le relief porte des traces de dorure, ce qui montre que ce sarcophage était sans doute peint et rehaussé d'or.

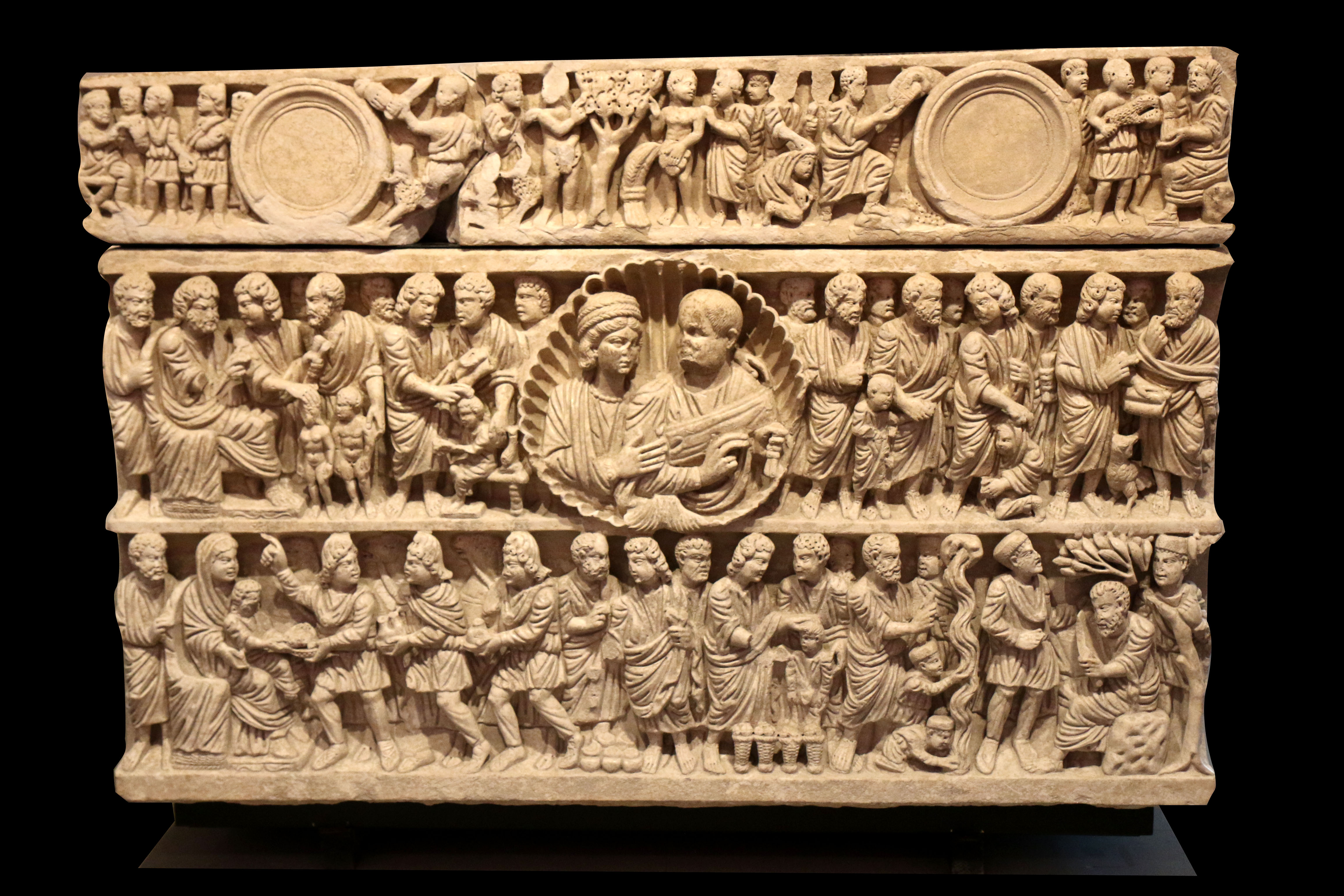
La Trinité ou Les époux.
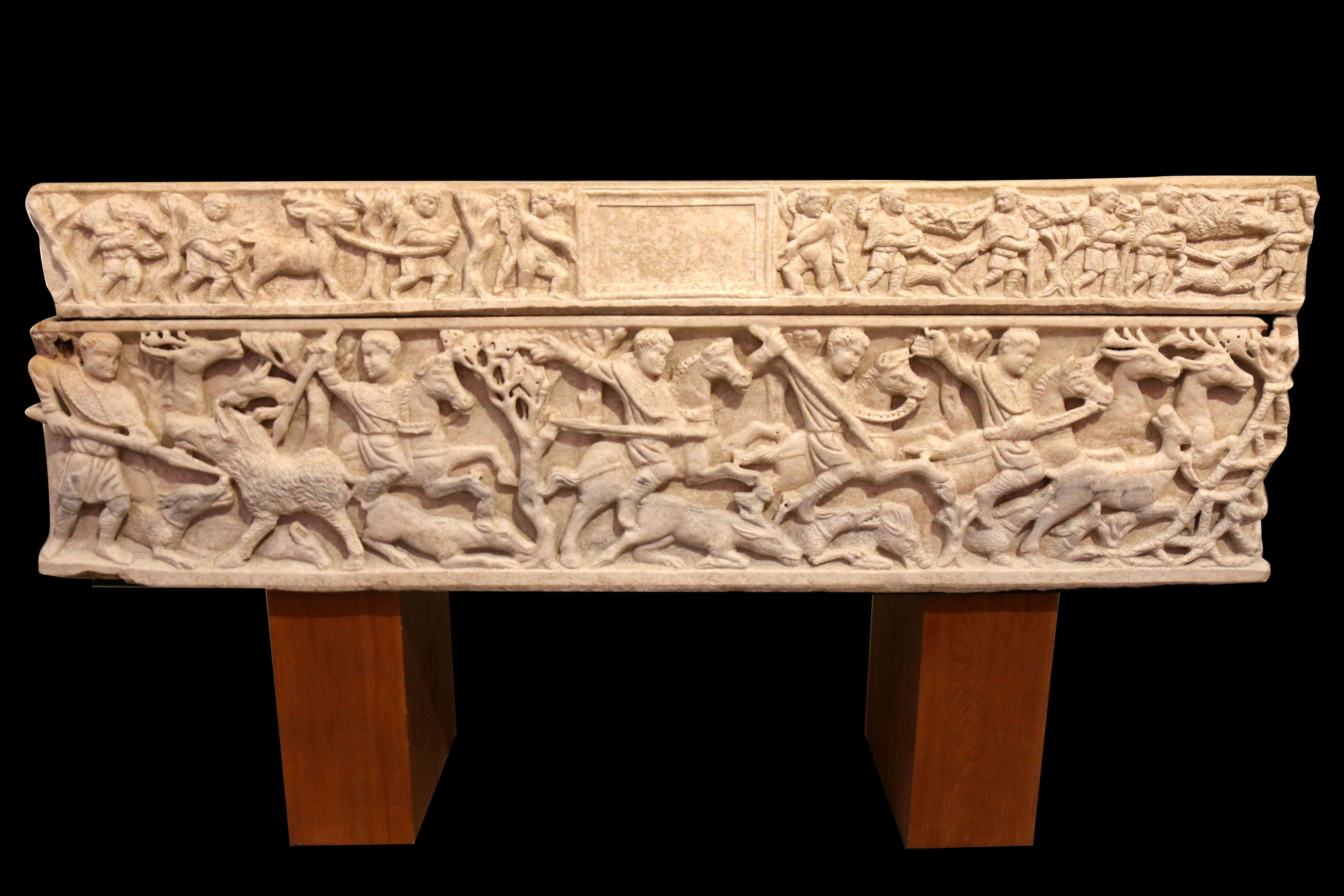
Scène de chasse.
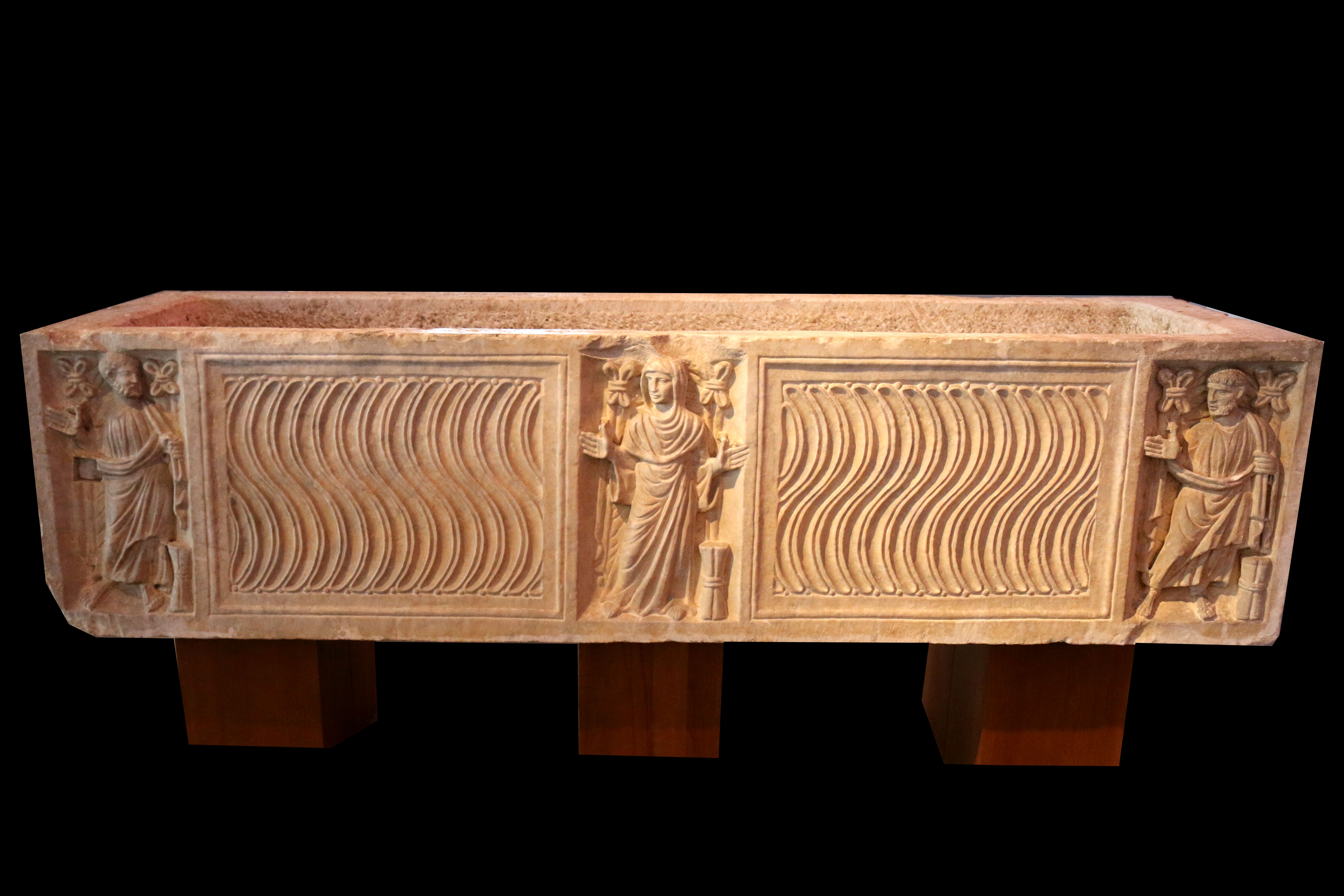
L'Orante.

- Sarcophage de Concordius : ce sarcophage en marbre de Carrare date des années 380-390. Au centre du couvercle est placée une tessère avec, de part et d'autre, les douze apôtres en train de lire la Loi. La cuve, décorée de griffons sur les petits côtés, représente au centre le Christ Docteur, assis sous un portique et tenant dans sa main gauche un livre ouvert. Il est entouré de ses douze apôtres, six de chaque côté. Aux deux extrémités, deux groupes de fidèles : les hommes à gauche et les femmes à droite.
- Sarcophage de la remise de la Loi à saint Pierre : ce sarcophage en marbre de carrare date de la fin du IVe siècle. Divisé en cinq niches il représente en son centre le Christ barbu debout sur la montagne d'où sortent les quatre fleuves du Paradis ; il tend le livre déroulé de la Loi à Pierre qui s'avance vers lui, à droite, portant la croix et assisté d'un apôtre. À la gauche du Christ se tiennent Paul, reconnaissable à sa calvitie, et un apôtre séparés par un palmier portant le phénix, symbole de la résurrection. Aux deux extrémités on reconnait à gauche le lavement des pieds et à droite la comparution du Christ devant Ponce Pilate avec la scène du lavement des mains[5].

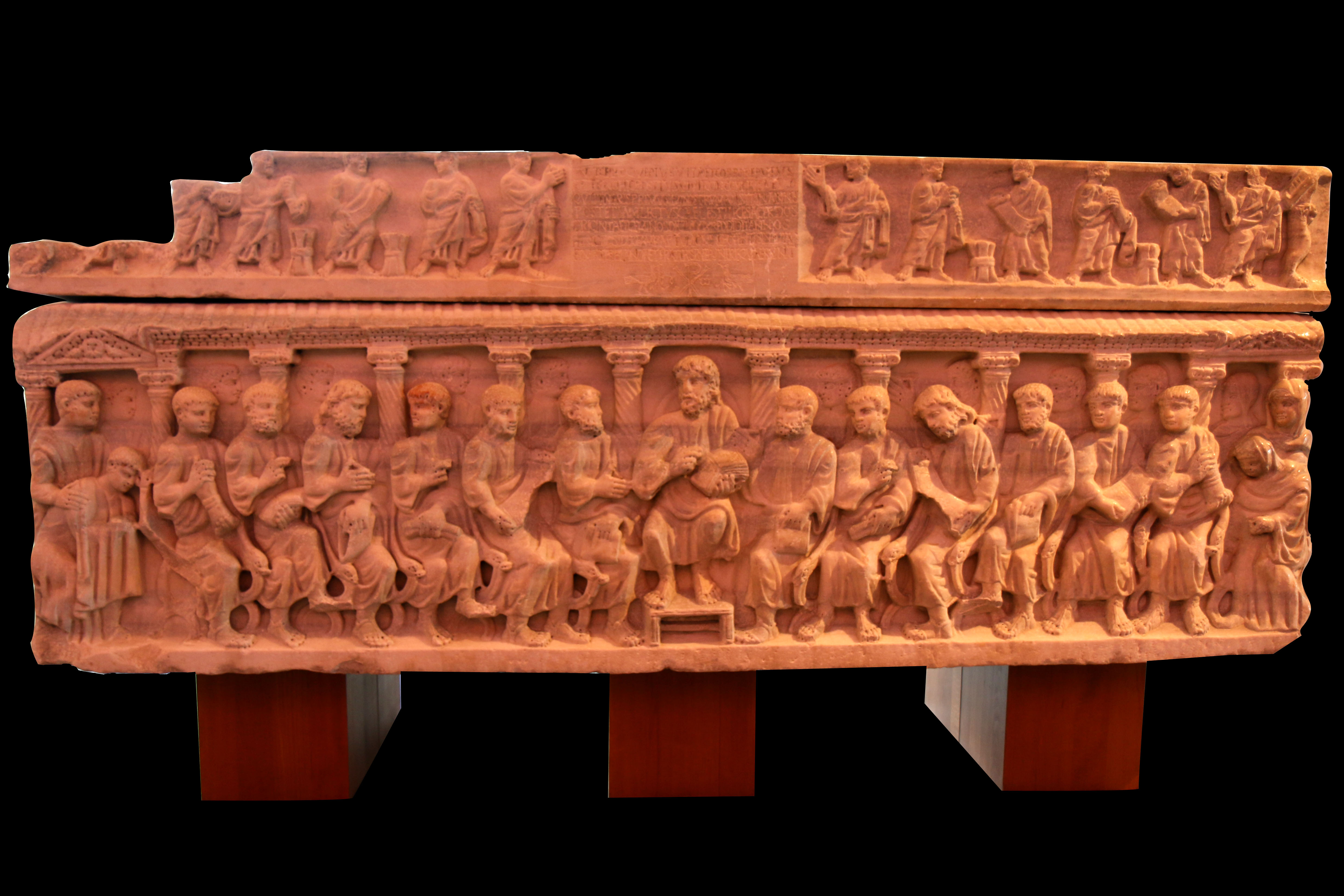
Concordius.
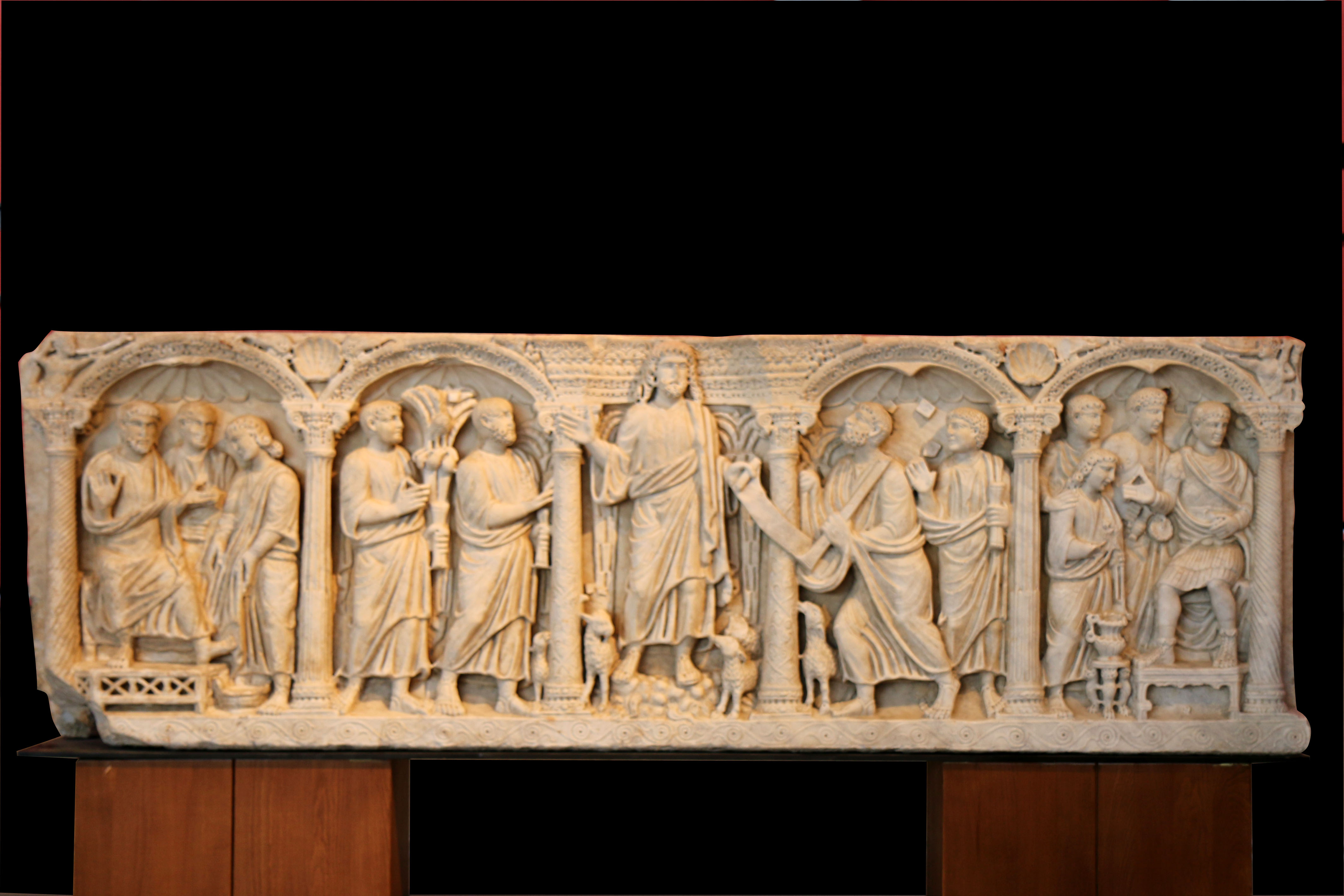
Remise de la Loi à saint Pierre.

- Sarcophage du passage de la mer Rouge : ce thème revient fréquemment sur les sarcophages d'Arles dont deux portent cette appellation :
  - le premier est un élément de sarcophage : la scène représente les Israélites en tête desquels marche Marie la prophétesse, sœur de Moïse, et l'engloutissement de l'armée du pharaon dans la mer Rouge qui se referme sous la baguette de Moïse,
  - le deuxième est un sarcophage complet dont les petits côtés sont décorés de motifs d'écaille. La scène de la façade principale de la cuve est très similaire à la précédente.
- Sarcophage Eucharistique : datant du milieu du IVe siècle ce sarcophage en marbre de Carrare est compartimenté en sept niches séparées par des pilastres cannelés à chapiteaux composites. Au centre figure le Christ imberbe tenant le rouleau de la Loi. Les autres personnages sont de gauche à droite : Abraham tenant un glaive au-dessus d'un autel, saint Pierre, un apôtre présentant une corbeille de pains au Christ, puis à droite de celui-ci un autre apôtre offrant les poissons, saint Jacques le Mineur et enfin Daniel avec l'autel au pied duquel git le dragon empoisonné des Babyloniens.
- Sarcophage aux arbres : réalisé en marbre de la Proconnèse, ce sarcophage comporte sept niches formées par des oliviers dans lesquels sont logés des colombes ; autour du dernier tronc d'arbre de droite s'enroule un serpent montant vers un nid rempli d'œufs. Au centre se trouve l'Orante légèrement déhanchée, les deux mains dans un geste de prière. De part et d'autre sont figurés des miracles du Christ : à gauche résurrection du fils de la veuve de Naïm, guérison de la fille d'une Cananéenne et multiplication des pains, et à droite miracle des noces de Cana, guérison de l'aveugle et guérison d'un paralytique.

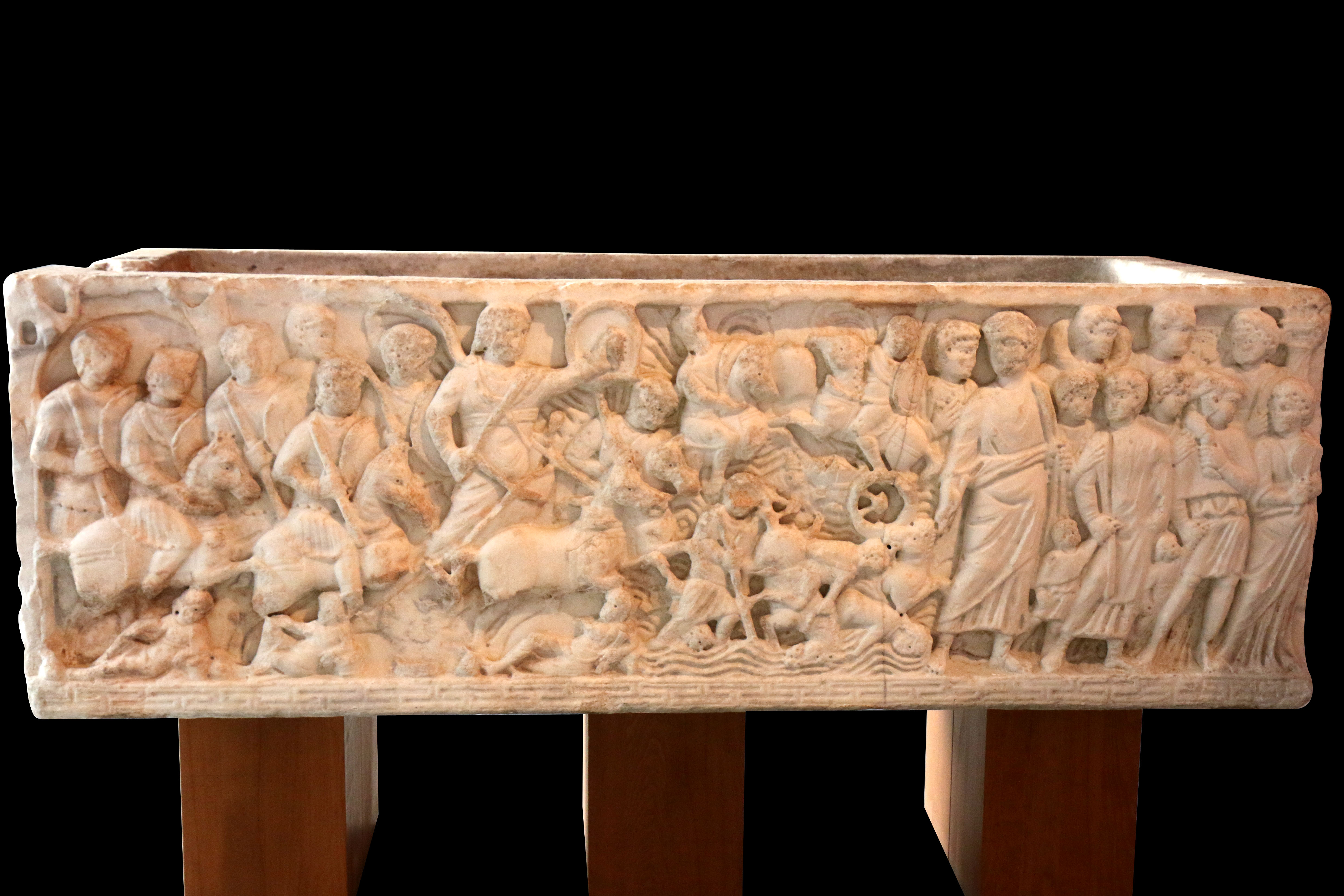
Passage de la mer Rouge.
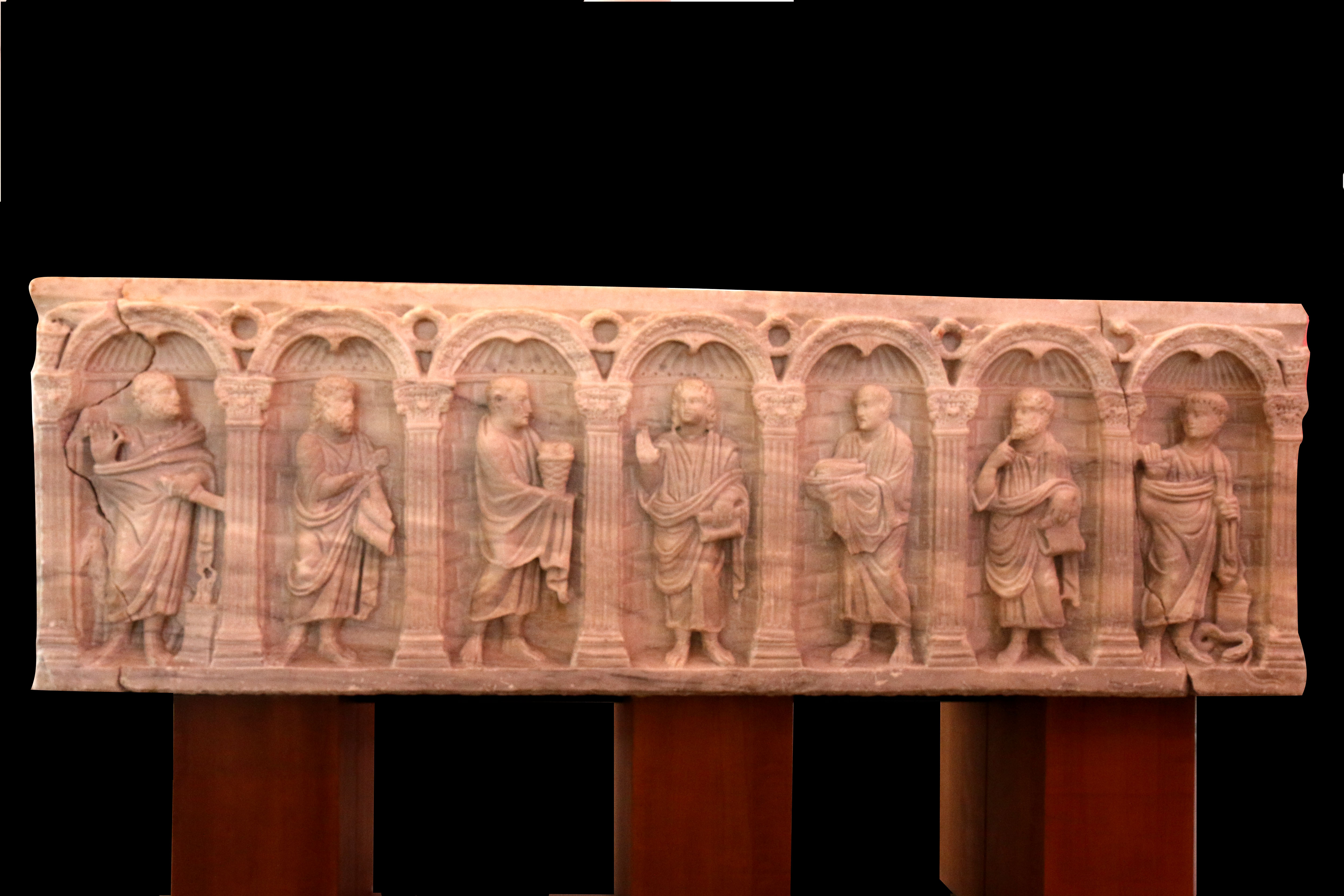
L'Eucharistie.
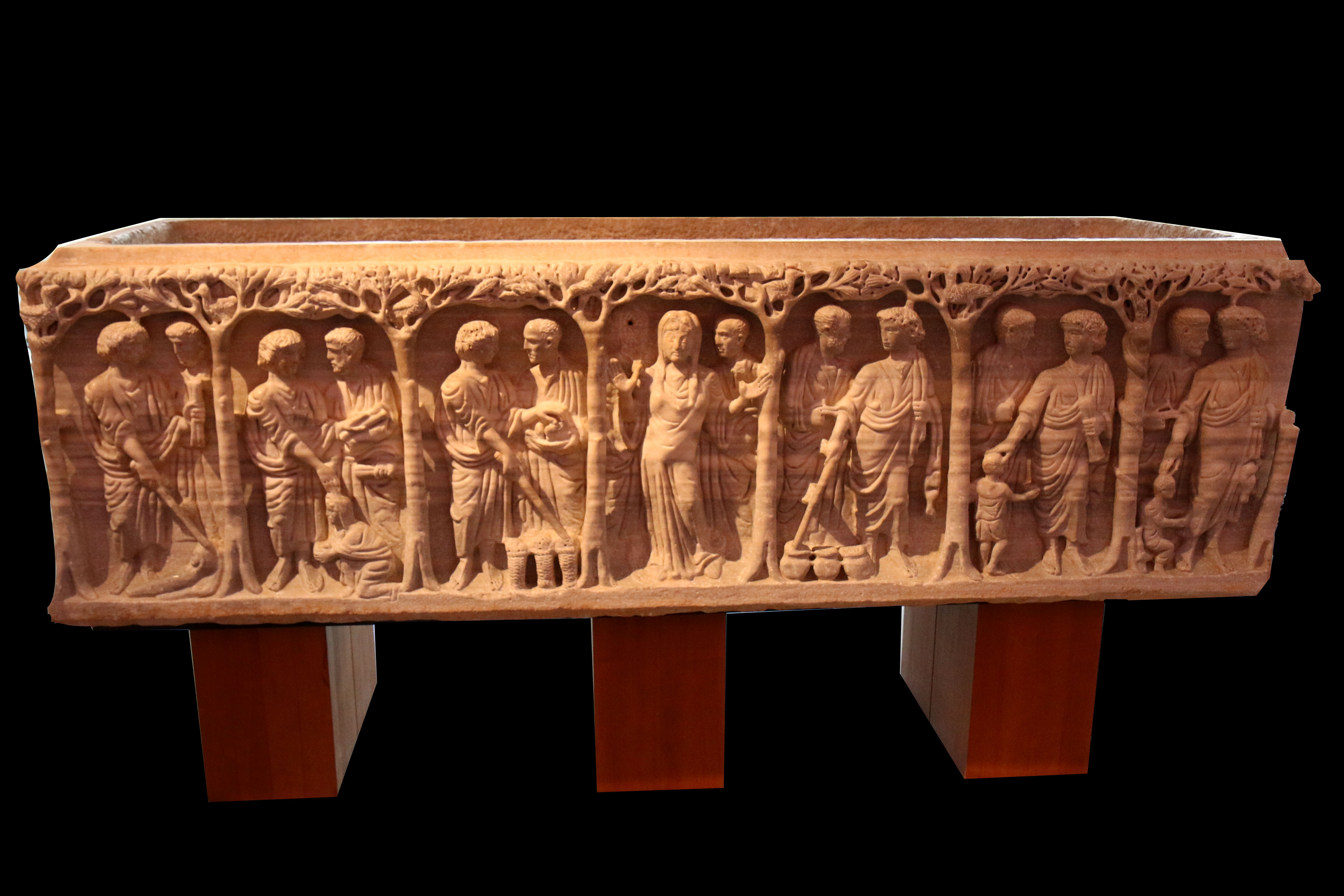
Sarcophage aux arbres.

- Sarcophage de la Chaste Suzanne : ce sarcophage en marbre de Carrare est à double registre et présente en son centre le médaillon des deux époux. Les scènes du registre supérieur ne sont pas réalisées dans un ordre chronologique ; à droite du médaillon est représentée Suzanne lisant le livre de la Loi, entre deux arbres derrière lesquels se cachent les vieillards. À l’extrême gauche ceux-ci sont amenés devant Daniel assis sur un rocher auprès duquel se tient Suzanne tandis que les accusateurs sont roués de coups. À l’extrême droite figure le jugement de Pilate avec à proximité l'aiguière posée sur un trépied. Sur le registre inférieur on reconnait de gauche à droite : le refus des jeunes Hébreux d'adorer l'idole de Nabuchodonosor, Daniel enfermé dans la fosse aux lions et enfin le passage de la mer Rouge avec l'engloutissement du char du pharaon et le cortège des israélites soutenant les vieillards avec Marie en tête et, fermant la marche, Moïse touchant les flots de sa baguette.
- Sarcophage du Christ nimbé : ce sarcophage à strigiles de la fin du IVe siècle représente en son centre le Christ avec deux apôtres aux extrémités.

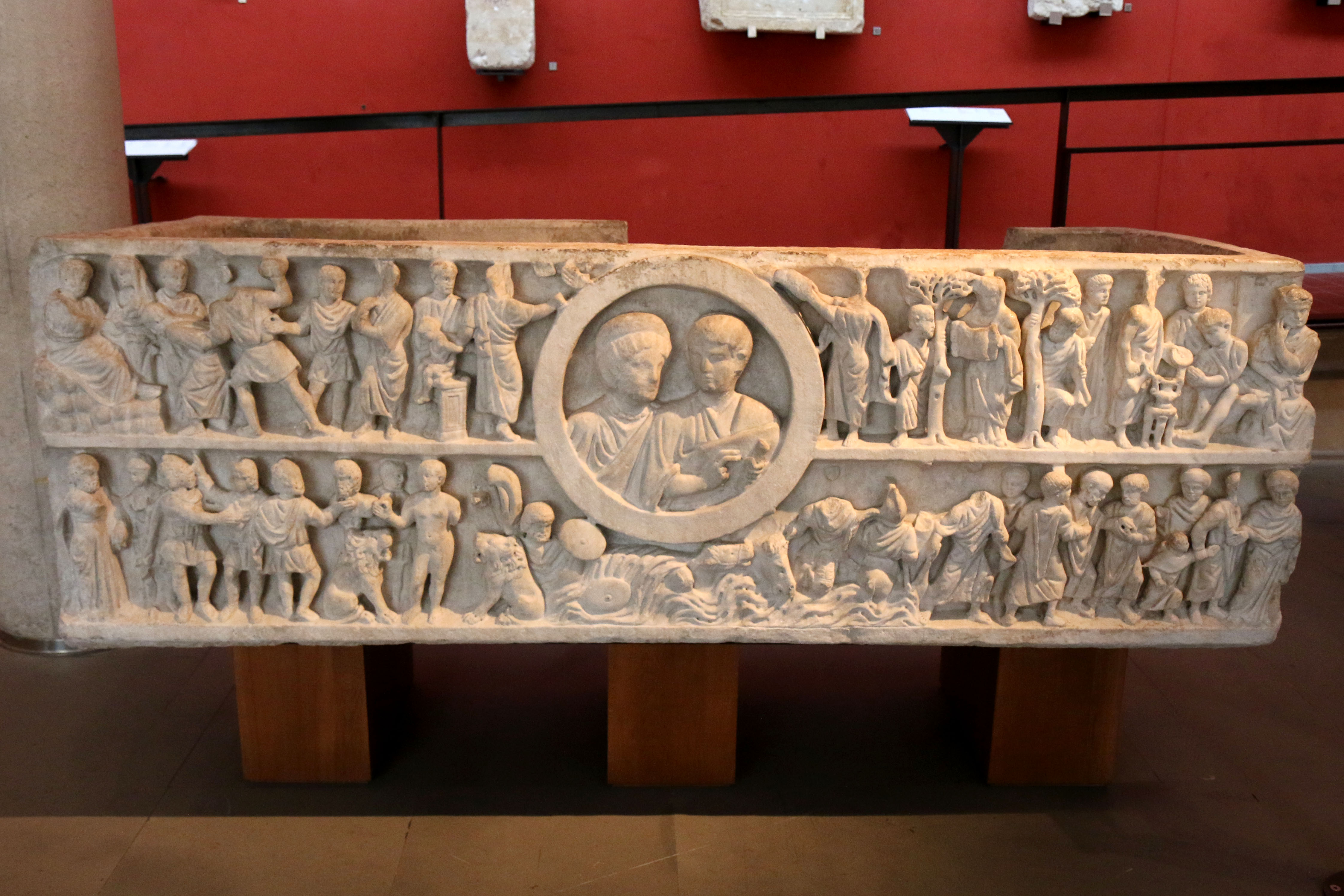
La chaste Suzanne.
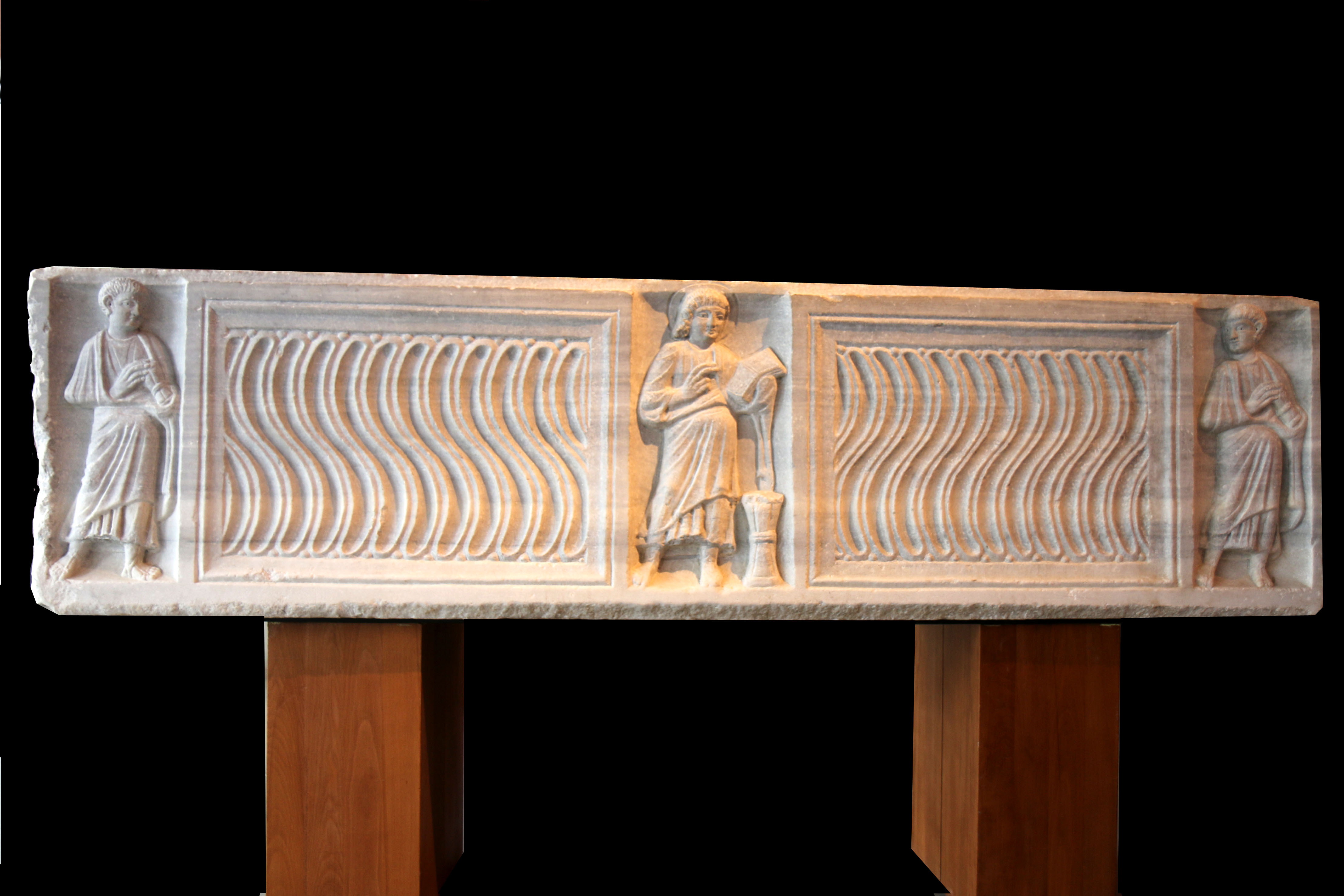
Le Christ nimbé.

- Sarcophage de la Nativité : ce sarcophage à strigiles et en marbre de Saint-Béat date de la fin du IVe siècle. Le médaillon central est sur deux registres ; en haut la Vierge est assise en tête d'un berceau au-dessus duquel apparaissent le bœuf et l'âne ; un berger portant le pedum se trouve à l'opposé de la Vierge. Sur le registre inférieur est figurée la venue des Rois mages guidés par l'étoile apparaissant au-dessus de la tête de la Vierge du registre supérieur ; ils sont vêtus d'un justaucorps et coiffés d'un bonnet phrygien. Les deux extrémités de la cuve sont décorées de scènes de l'ancien testament : à gauche Moïse recevant les tables de la Loi et à droite le sacrifice d'Abraham avec un bélier suspendu par les cornes dans un buisson, destiné à remplacer Isaac.
- Sarcophage de L'Anastasis : ce sarcophage en marbre date de la fin du IVe siècle. Le couvercle porte en son centre la tessère anépigraphe soutenue par deux génies ailés ; il est terminé à ses extrémités par deux acrotères en forme de tête. Entre chaque acrotère et le médaillon centrale figure un médaillon à encadrement perlé soutenu par deux génies ailés : celui de gauche représente une femme et celui de droite un jeune homme vu de profil. Le centre de la cuve est occupé par la croix de l'Anastasis surmontée d'une couronne ; De chaque côté deux groupes de six apôtres se dirigent vers la croix, les uns de face, les autres de profil ou même de dos. Au-dessus de la tête de chaque apôtre une couronne est tenue par une main sortant d'un ciel étoilé.
- Sarcophage des apôtres : trouvé en 1949 en remploi, ce sarcophage à strigiles datant de la fin du IVe siècle représente en son centre le Christ imberbe, les cheveux bouclés, tenant de la main droite une croix gemmée. À ses pieds deux adorants : à gauche un enfant debout soutient le pied de la croix avec sa chlamyde et à droite une femme agenouillée, la tête voilée, fait le geste d'adoration. Aux extrémités, deux apôtres, saint Pierre, à gauche, barbu et les cheveux crépus, et à droite, saint Paul, le front chauve portant une couronne à lemnisques (rubans attachés aux couronnes)[6].

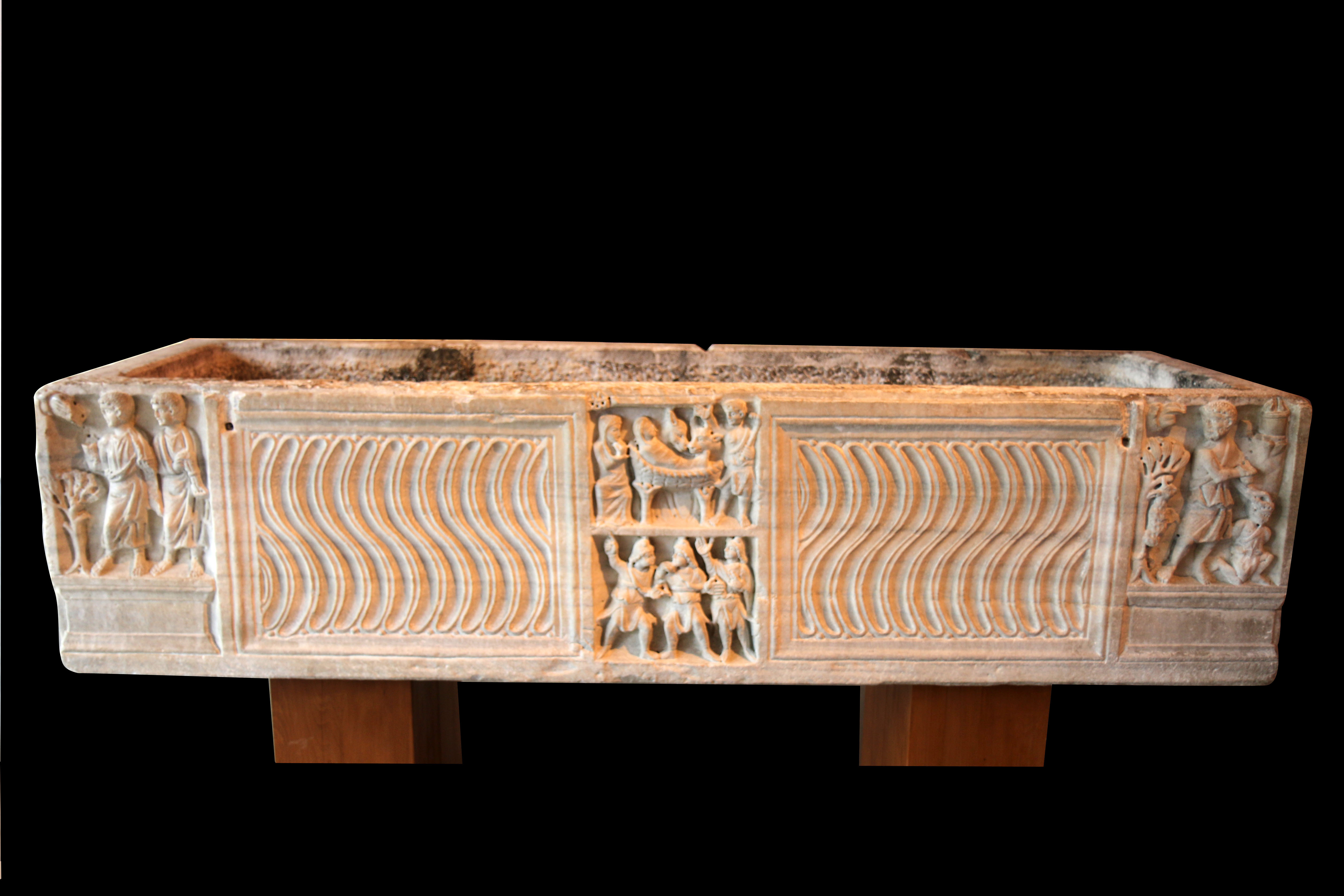
La Nativité.
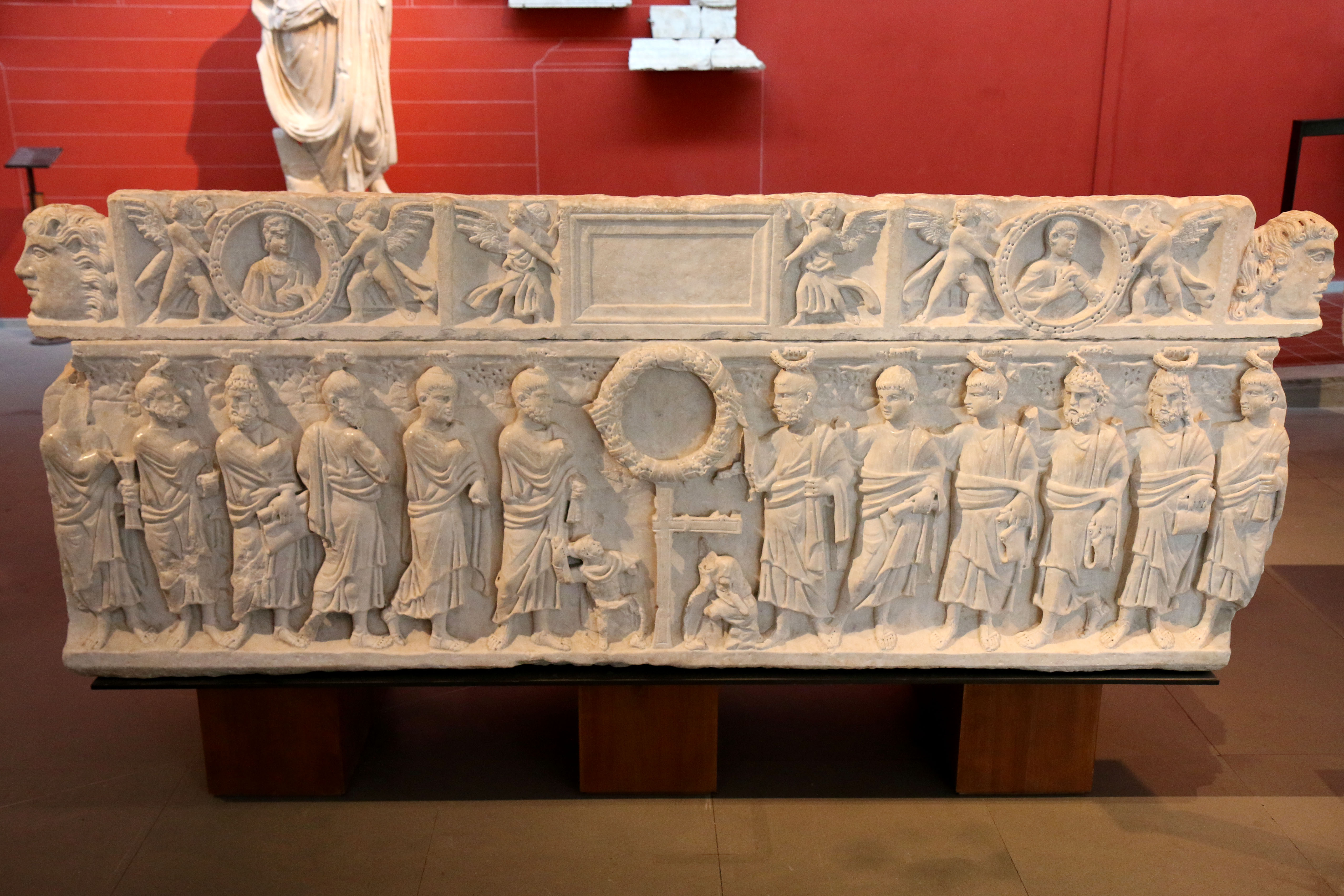
L'Anastasis.
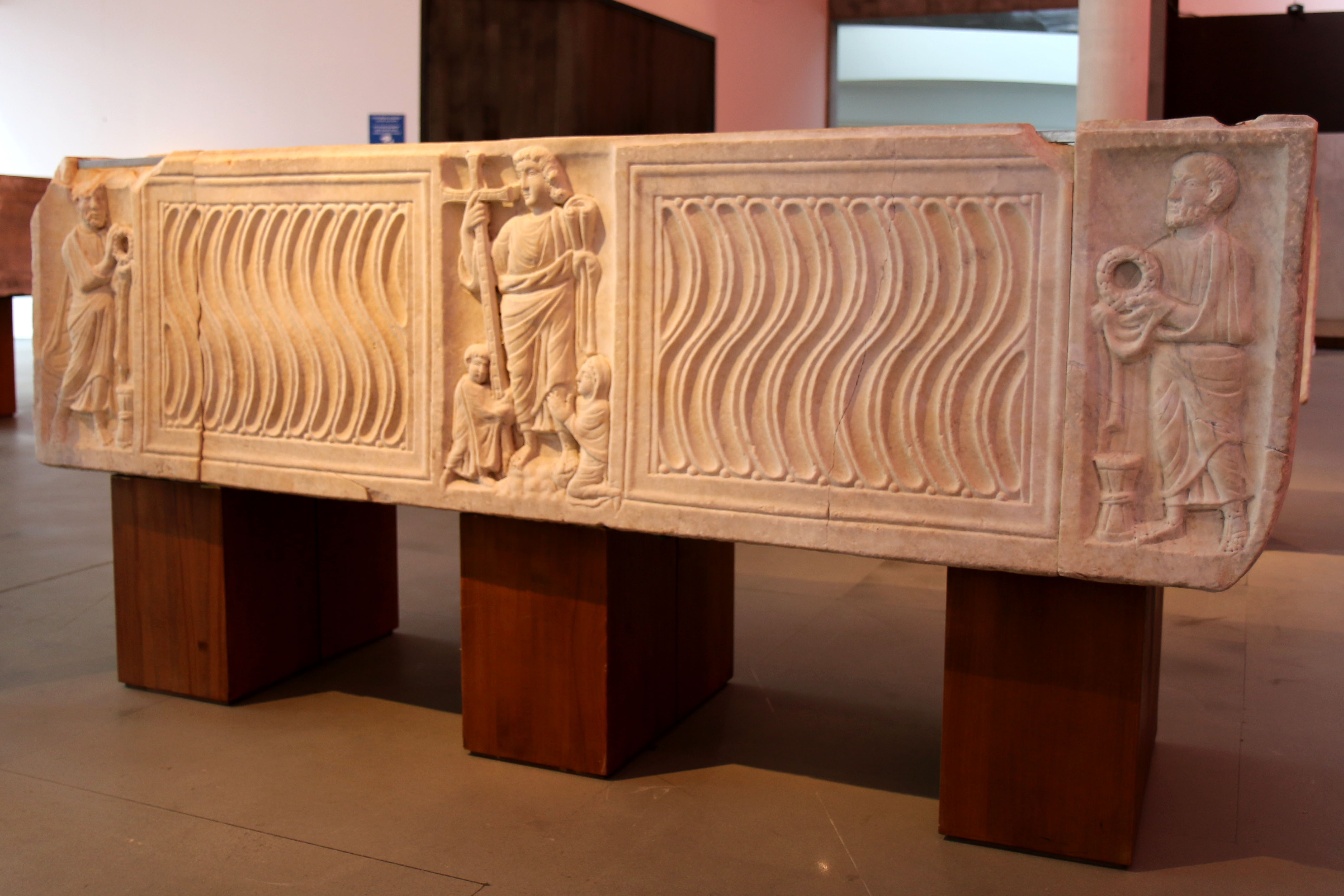
Les Apôtres.

- Sarcophage de l'histoire de Jonas : ce devant de sarcophage en marbre provient des Alyscamps. Il est composé de deux registres avec au centre un médaillon en forme de coquille dans lequel sont représentés les époux. Sur le registre supérieur sont figurés de gauche à droite : le sacrifice offert par Caïn et Abel, la guérison de l'aveugle et la remise de la Loi à Moïse ; au-delà de la coquille le sacrifice d'Abraham, la multiplication des pains, la chaire de saint Pierre et son arrestation. Sur le registre inférieur on reconnait l'Orante voilée entre deux arbres, les noces de Cana, Daniel empoisonnant le dragon des Babyloniens, entouré autour d'un arbre ; sous le médaillon central se développent trois scènes de l'histoire de Jonas englouti par le monstre marin, rejeté sur le rivage et reposant au séjour des Bienheureux à l'ombre de la courge. On reconnait ensuite Adam et Ève autour de l'arbre du mal, puis Daniel dans la fosse aux lions.
- Sarcophage des adieux du Christ : ce sarcophage est en marbre de Proconnèse. Au centre le Christ imberbe, les pieds posés sur un escabeau, tient le volumen à demi déroulé. Il fait ses adieux à ses apôtres dont deux sont prosternés à ses pieds et deux autres en pleurs se voilent la face. À gauche sont figurés la Source miraculeuse et les trois Hébreux refusant d'adorer l'idole de Nabuchodonosor et à droite la résurrection de la fille de Zaïre que le Christ soulève de sa couche en lui prenant le bras de la main.

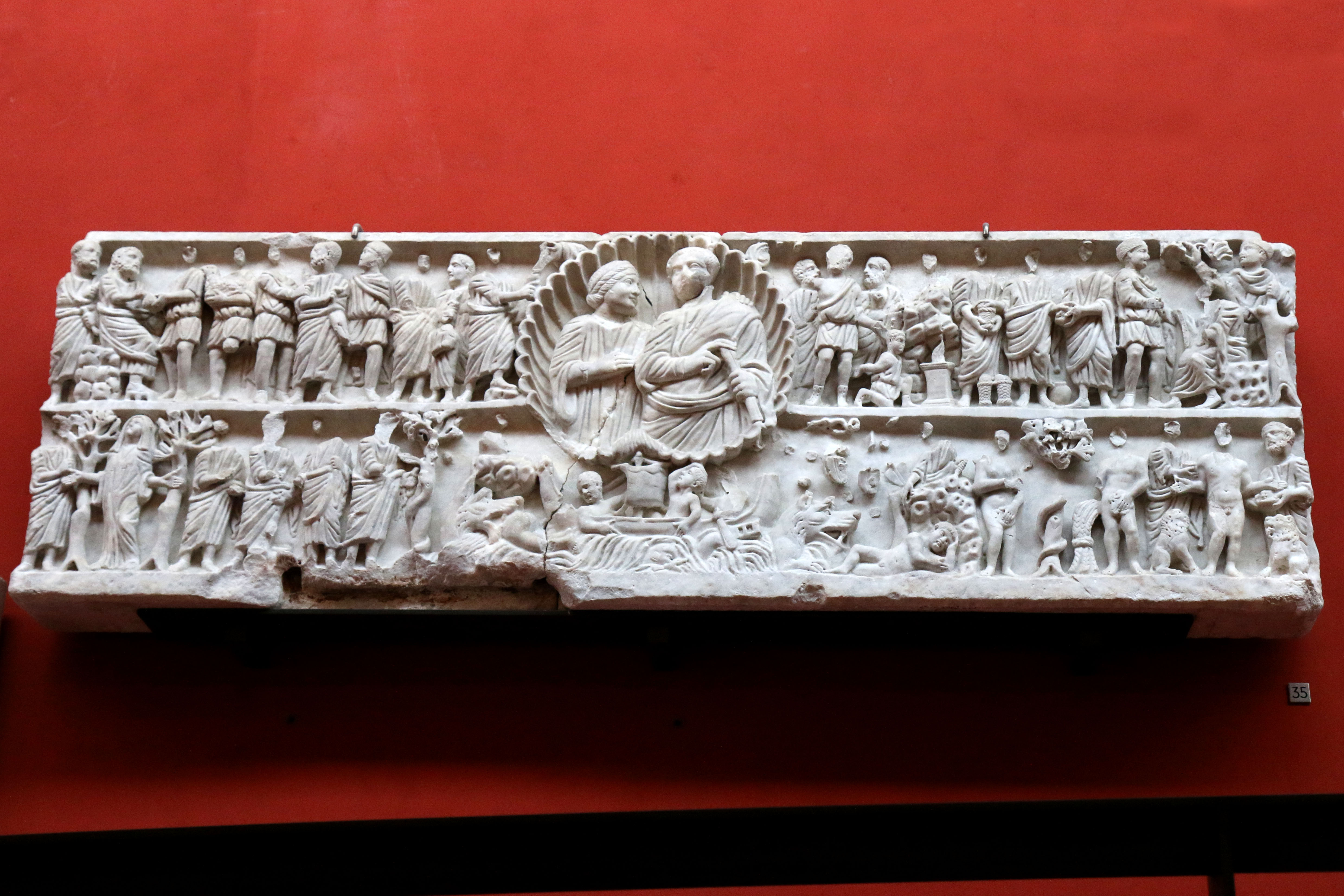
Histoire de Jonas.
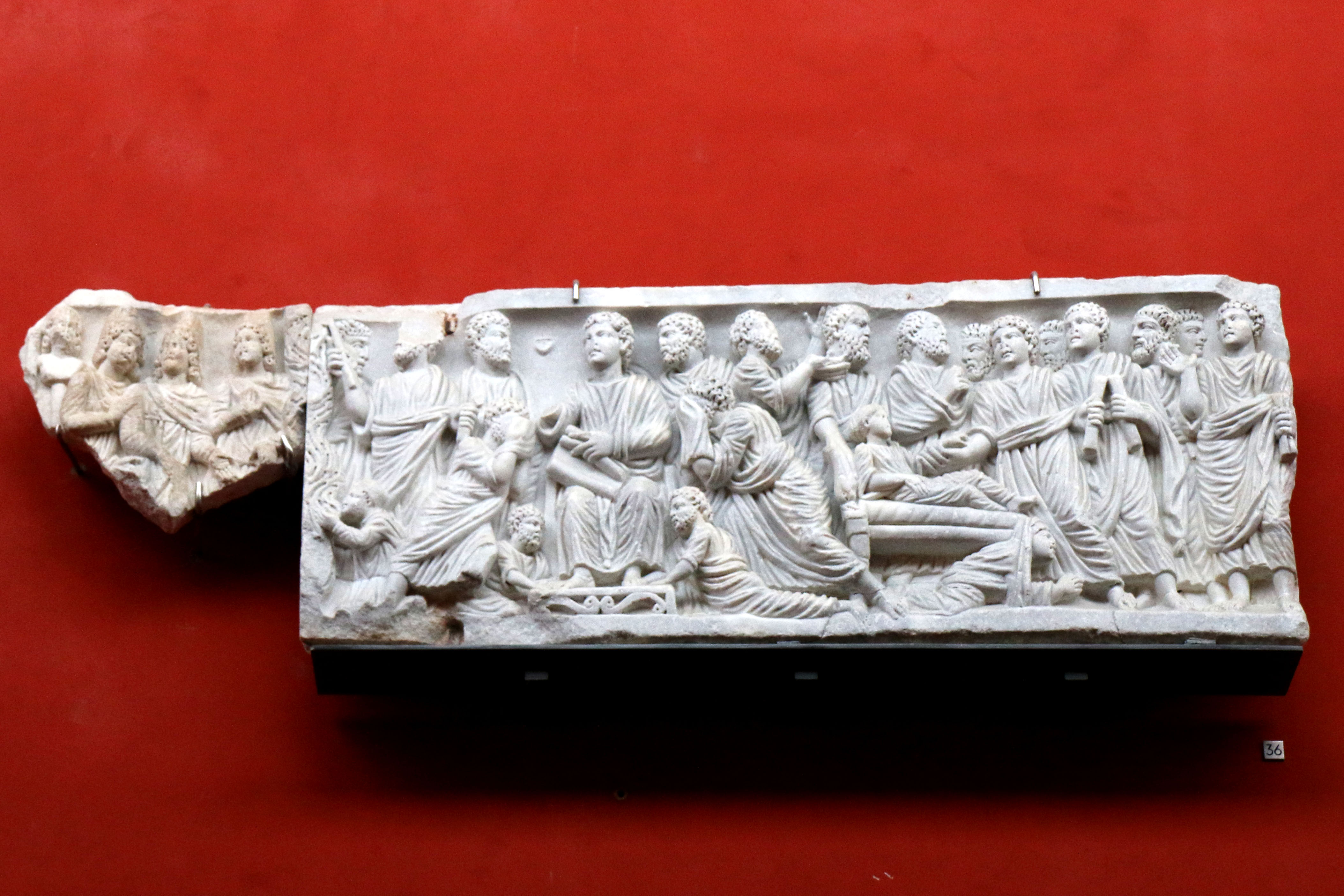
Les Adieux du Christ.

- Sarcophage de la chaire de saint Pierre : ce sarcophage en marbre de Carrare est daté des environs de l'an 330 et provient des Alyscamps. L'Orante au centre, voilée, est entourée des deux saints qui la soutiennent. De gauche à droite sont figurées les scènes suivantes : multiplication des pains et des poissons, le sacrifice d'Abraham, et la guérison du paralytique. De l'autre côté de l'Orante, la guérison de la Cananéenne agenouillée, puis la chaire de saint Pierre ; le Christ encourage par sa présence l'apôtre assis, lisant un livre sur lequel est gravé le monogramme de Constantin, tandis qu'un soldat est prosterné à ses pieds et que deux autres l'entourent pour l'arrêter.
- Sarcophage de la Samaritaine : partie d'un sarcophage à strigiles en marbre de Carrare. La scène centrale représente la Samaritaine avec le Christ auprès du puits et en dessous l'épisode de Zachée perché dans un sycomore, à qui le Christ annonce sa prochaine visite.
- Sarcophage du bon pasteur : fragment de sarcophage de la première moitié du IVe siècle montrant au centre le bon pasteur portant un mouton sur ses épaules à côté d'une Orante voilée. À gauche arrestation de Pierre et à droite miracles du Christ.

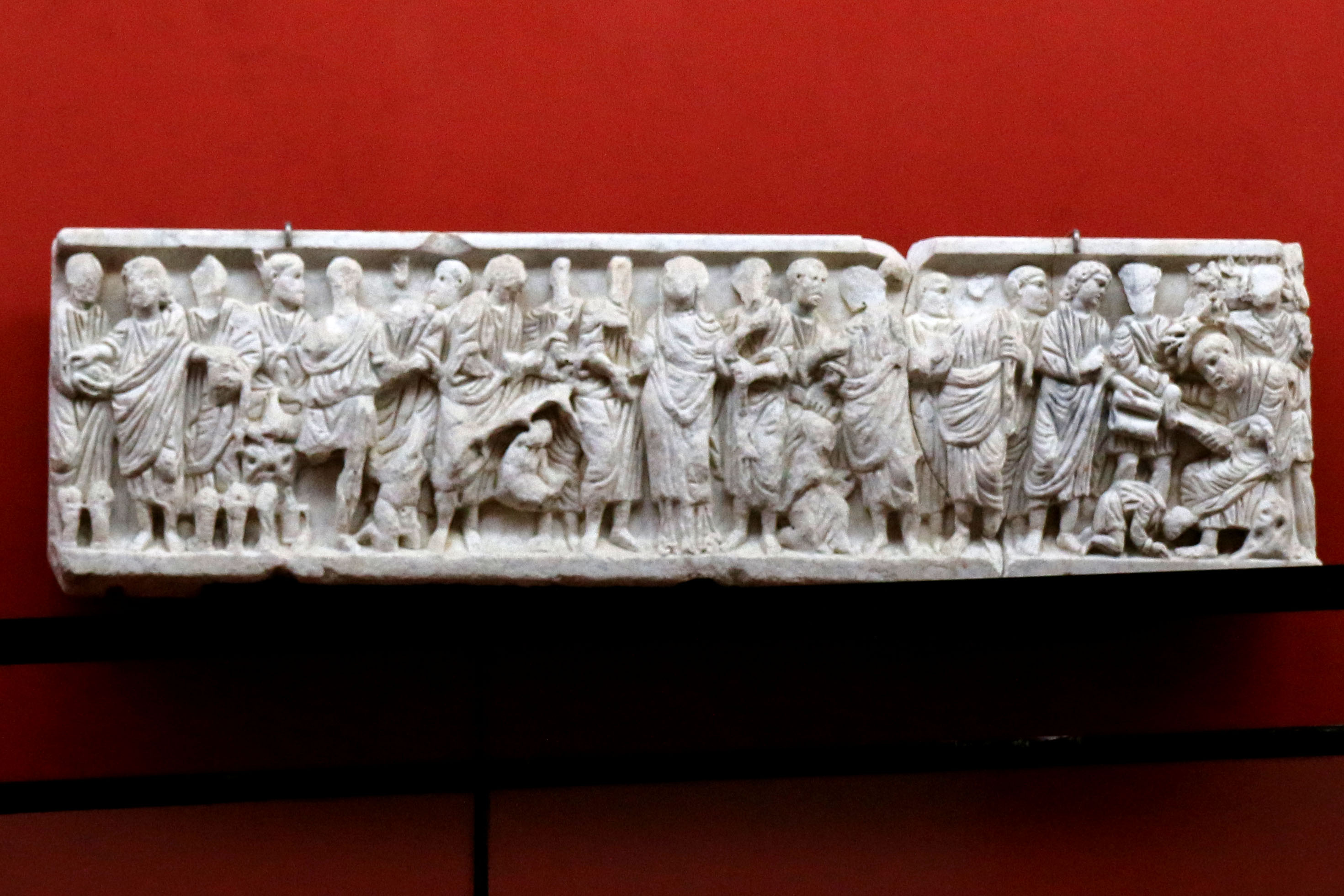
La Chaire de saint Pierre.
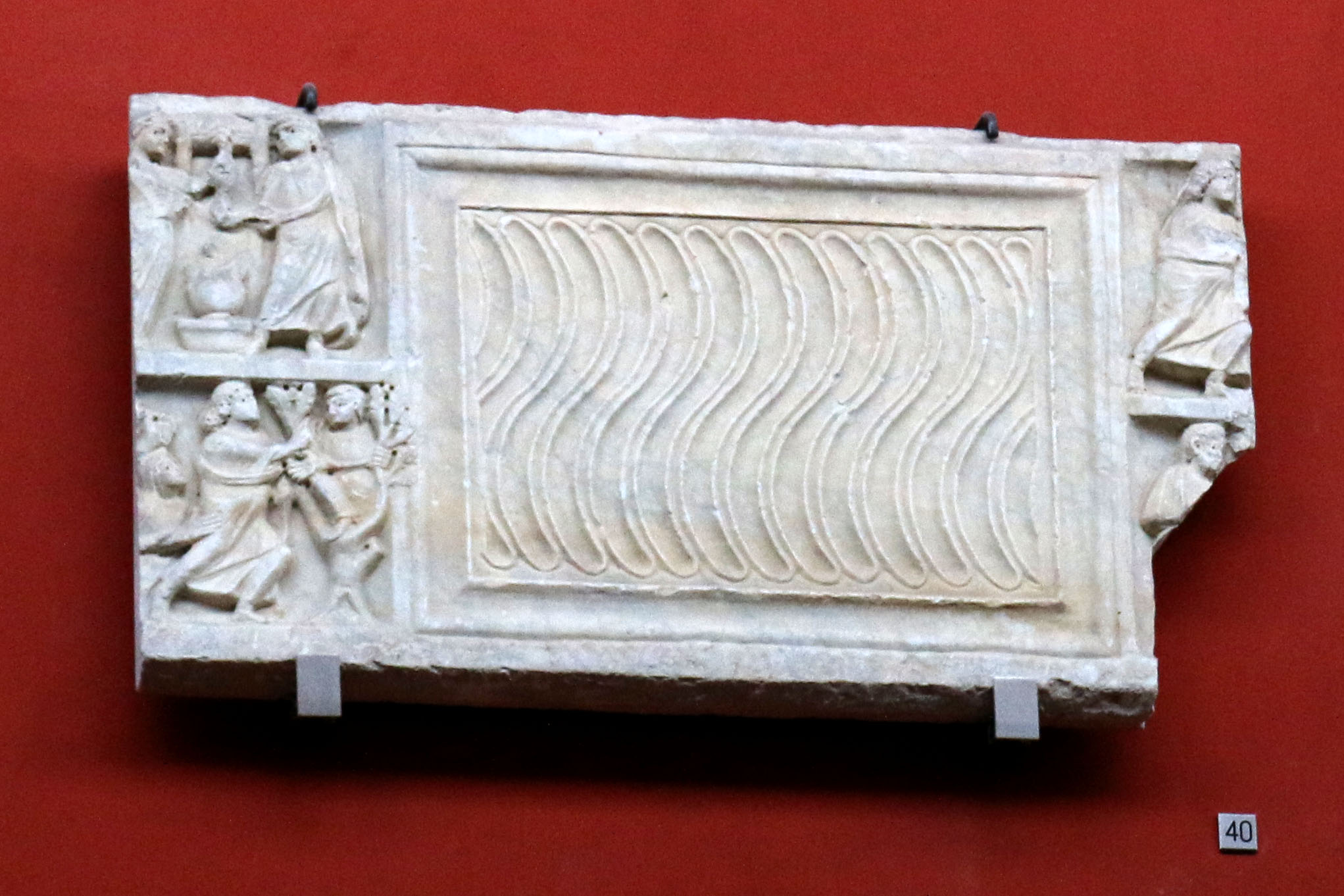
La Samaritaine.
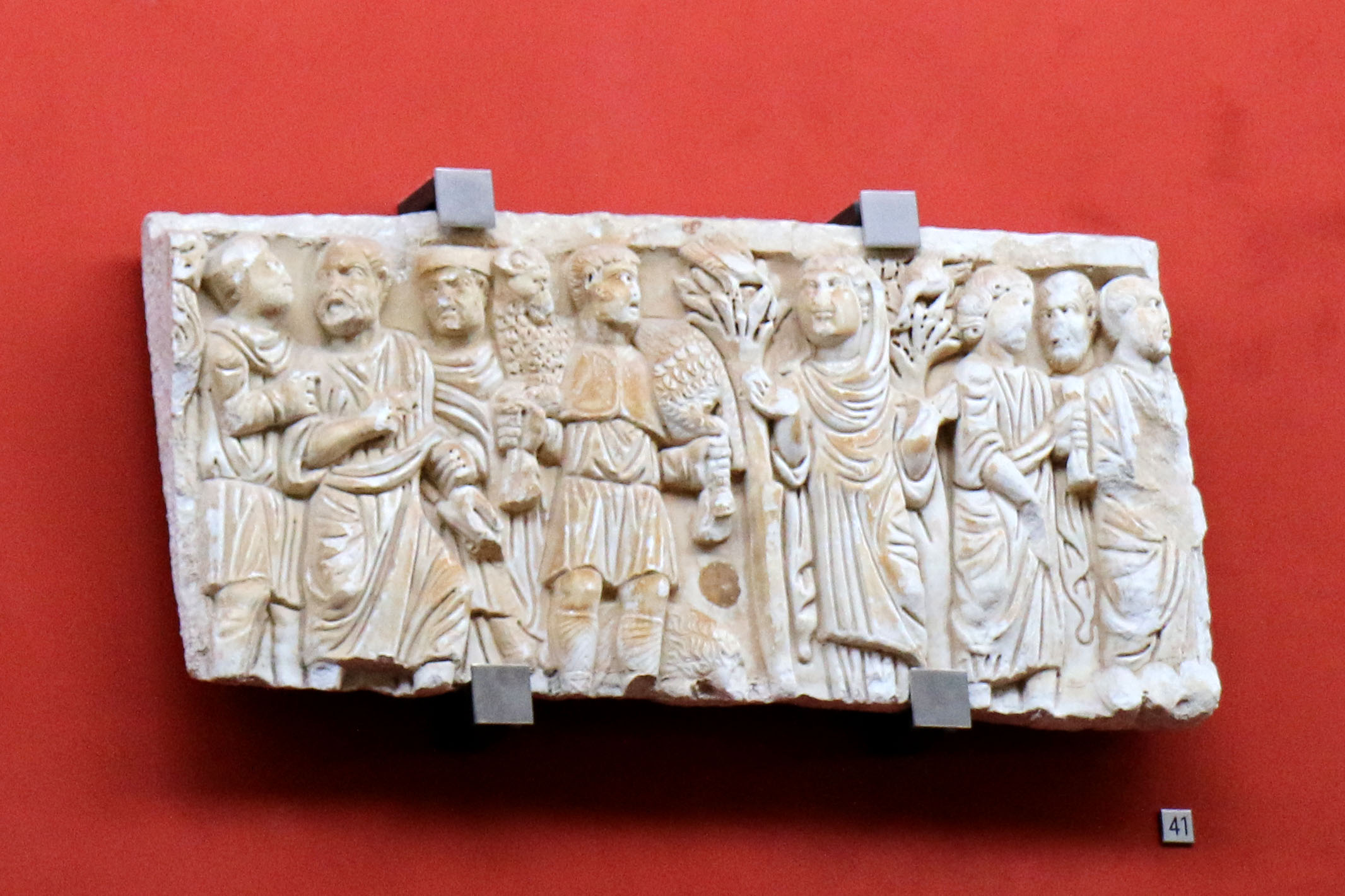
Le bon Pasteur.

### Port fluvio-maritime[7]
Le port d'Arles est à l'articulation du monde méditerranéen et de l'Europe du Nord. Les collections présentées dans l'extension illustrent les navigations et les navires, maritimes, fluvio-maritimes et fluviaux, étudiés par les archéologues dans le delta du Rhône. Sont également évoqués les métiers du port antique et le commerce entre Arelate et les provinces romaines.
Le delta du Rhône est une zone particulièrement fréquentée par les navires puisqu'il permet le transit de marchandises produites en Méditerranée vers l'intérieur de l'Empire et vice versa.
Le musée conserve la plus importante collection d'objets de fouilles archéologiques subaquatiques et sous-marines. Il rassemble 400 objets dits biens culturels maritimes (BCM), retrouvés dans le Rhône et son delta (Arles, les Saintes-Marie-de-la-Mer et le Golfe de Fos). De ce fait, depuis 2016, il est reconnu musée maritime.
En 2018, le musée a présenté une exposition temporaire « Hissez l'ancre, levez les voiles ! Navires et navigation à l'époque romaine » qui rassemblait une soixantaine d'objets d'accastillage antique.

Accastillages présentés durant l'exposition « Hissez l'ancre, levez les voiles ! »
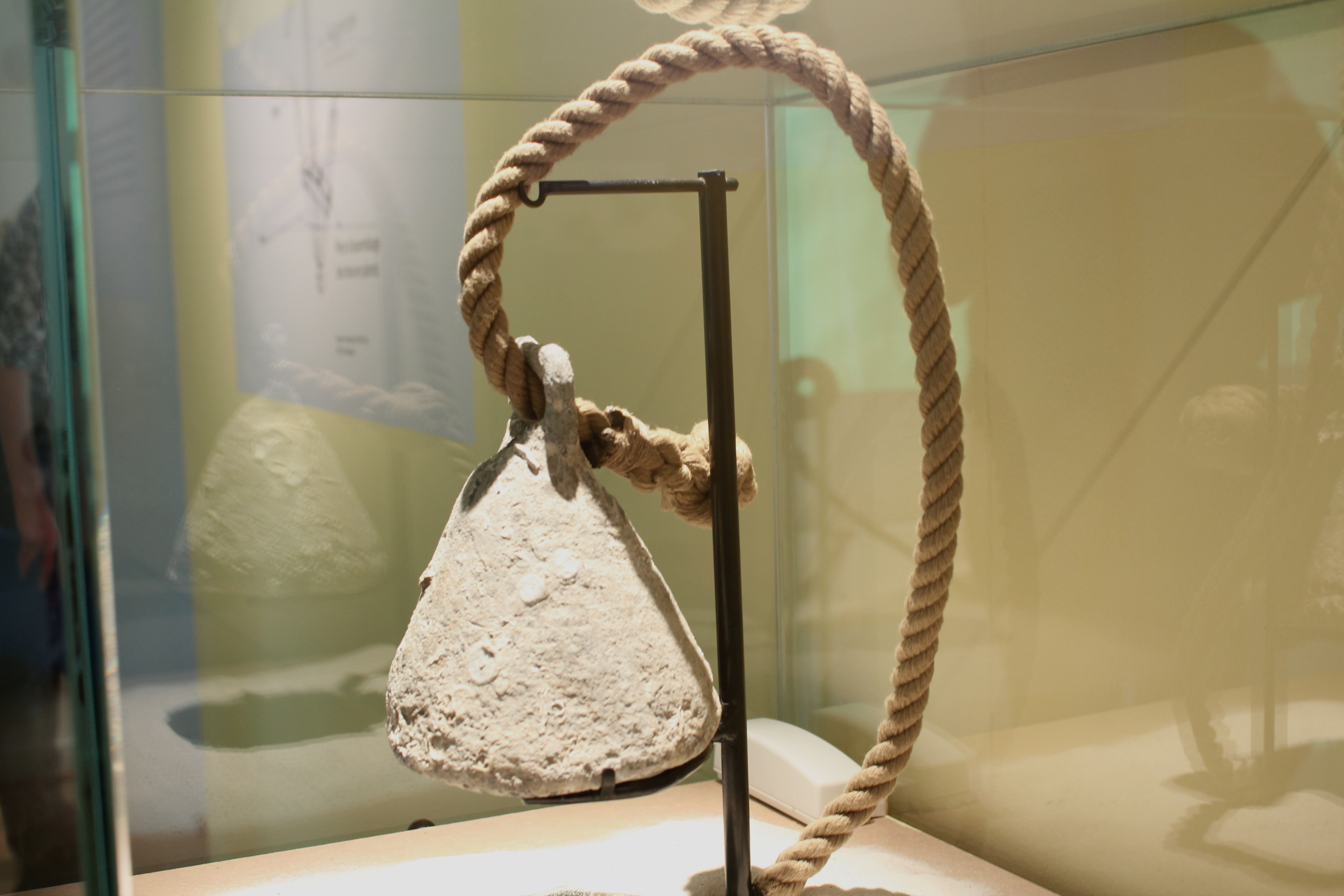
Plomb de sonde.
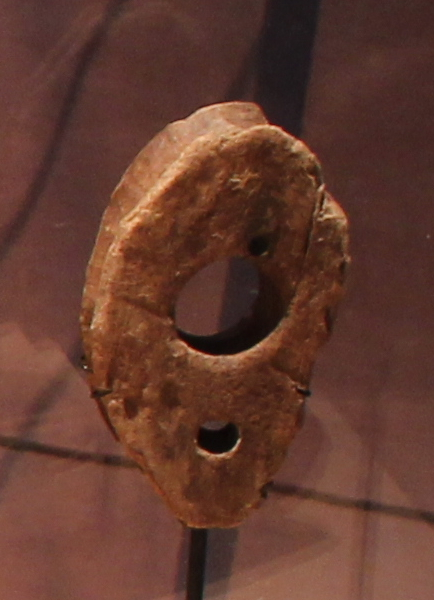
Moque.
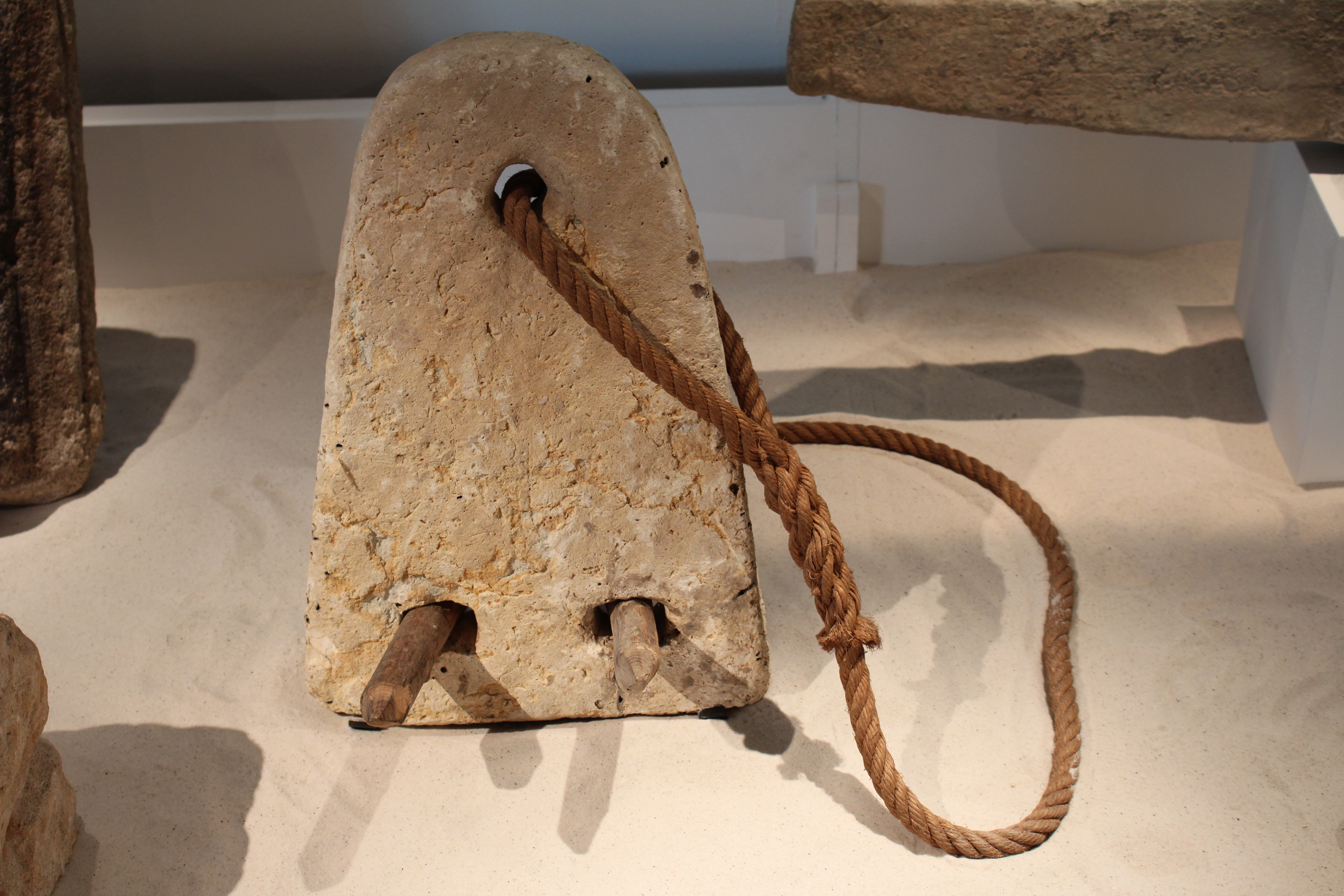
Ancre en pierre à trois trous.

## Expositions temporaires
- En dehors de la présentation des collections permanentes, le musée organise des expositions temporaires. Ont déjà été présentées :
  - 15 avril - 15 juin 2000 : « Arles moins 2000 - L'an zéro en pays d'Arles »,
  - 25 novembre 2000 - 21 janvier 2001 : « Gaza méditerranéenne - Sens de coopération archéologique franco-palestinienne »,
  - 15 septembre 2001 - 6 janvier 2002 : « D'un monde à l'autre - Naissance d'une chrétienté en Provence, IVe – VIe siècle »,
  - 28 septembre 2002 - 5 janvier 2003 : « La mort n'est pas une fin - Pratiques funéraires en Égypte d'Alexandrie à Cléopâtre »,
  - 26 avril - 17 août 2003 : « Algérie antique »,
  - 17 octobre 2003 - 15 janvier 2004 : « 7 lieux, 7 matières »,
  - 8 juillet - 31 décembre 2004 : « Antoine Poidebard (1878-1955) - Une aventure archéologique »,
  - 9 avril - 2 juin 2005 : « XL ; les 40 ans d'une collection »,
  - 17 septembre 2005 - 8 janvier 2006 : « Les dix ans du musée de l'Arles et de la Provence antiques »,
  - 1er avril - 25 juin 2006 : « Du tesson au festin, enquête pour reconstituer notre passé »,
  - 2 octobre 2006 - 2 janvier 2007 : « Ingres et l'Antique »,
  - 12 mars - 25 mai 2007 : « Prométhée : La sépulture de saint Hilaire d'Arles »,
  - 13 avril - 29 juillet 2007 : « Au pied du mont Ararat, splendeurs de l'Arménie antique »,
  - 13 septembre au 15 novembre 2007 : « Les mosaïques du Crédit Agricole : une actualité scientifique »,
  - 20 décembre 2008 au 3 mai 2009 : « De l'esclave à l'empereur, l'art romain dans les collections du musée du Louvre »,
  - 24 octobre 2009 au 2 janvier 2011 : « César, le Rhône pour mémoire »,
  - 22 octobre 2011 au 6 mai 2012 : « Jean-Claude Golvin, un architecte au cœur de l'histoire »,
  - 5 avril 2013 au 1er septembre 2013 : « Rodin, la lumière de l'Antique » (l'original de la Vénus d'Arles a été prêté par Le Louvre),
  - 15 septembre 2014 au 14 décembre 2014 : « Le Midi antique : photographie et monuments historiques. 1840 - 1880 »,
  - 25 mars 2015 au 7 juin 2015 : « J'aimerais tant voir Syracuse : la photo de famille et l'Antique »,
  - 19 septembre 2015 au 30 avril 2016 : « Les aquarelles de Michel Robin : le regard d'un artiste sur le chaland Arles Rhône 3 »,
  - 12 décembre 2015 au 15 juin 2016 : « Camargues : Archéologie et territoire. Enquêtes sur un Rhône disparu »,
  - 8 octobre 2016 au 22 janvier 2017 : « KHÂEMOUASET, le prince archéologue : Savoir et pouvoir à l'époque de Ramsès II »,
  - 1 juillet 2017 au 21 janvier 2018 : « Le luxe dans l'Antiquité : trésors de la Bibliothèque nationale de France »,
  - 15 septembre au 18 novembre 2018 : « Levez l'ancre. Hissez les voiles ! Accastillage et équipement des navires du delta du Rhône à l'époque romaine »,
  - 15 septembre au 18 novembre 2018 : « Voyage en Méditerranée. La mosaïque aux îles »,
  - 15 décembre 2018 au 22 avril 2019 : « L'Armée de Rome : la puissance et la gloire » (commissaire de l'exposition Claude Sintes).
  - 22 août 2020 au 3 janvier 2021 : « Si j’étais gladiateur ou gladiatrice »,
  - 22 octobre 2022 au 21 février 2023 : « Trésors du fond des Mers : un patrimoine archéologique en danger »,
  - 3 juillet 2023 au 5 novembre 2023 : « Back to dust : retour à la poussière »,
  - 7 juillet 2025 au 2 novembre 2025 : « Le Musée Bleu: une architecture couleur du temps »

## Fréquentation
| Année | Nombre de visiteurs |
| ----- | ------------------- |
| 2018  | 124 290             |
| 2019  | 109 553             |
| 2020  |                     |
| 2021  | 46 787              |
| 2022  | 115 724             |
| 2023  | 99 262              |

## Autres activités
Parmi les autres activités du musée, on notera :
- l'organisation de stages pour les enfants de six à douze ans et pour les adultes ;
- la proposition de sorties archéologiques pour faire découvrir à un large public le patrimoine archéologique du département, les sites antiques et médiévaux étant en effet particulièrement nombreux dans les Bouches-du-Rhône ;
- la présentation de spectacles vivants, parfois liés à une exposition ;
- la présentation de conférences sur des thèmes liés à l'archéologie ;
- Museomix en 2014 ;
- l'accueil de séminaires scientifiques, comme celui qui a eu lieu le 10 juin 2006 sur l'archéologie paléochrétienne.

Le musée a également été à l'initiative de la création du jardin Hortus, jardin d'inspiration romaine, contigu au musée, et rappelant le cirque romain tout proche.

## Accès au musée
- Plan d'accès au musée départemental Arles antique